# Duomo di Prato
La cattedrale di Santo Stefano è il principale luogo di culto cattolico della città di Prato, situato in Piazza del Duomo. Nel luglio 1996 papa Giovanni Paolo II l'ha elevata alla dignità di basilica minore.
All'interno si trova il più importante ciclo di affreschi di Filippo Lippi, all'esterno il pulpito costruito da Michelozzo e decorato da Donatello. È monumento nazionale italiano.

## Storia

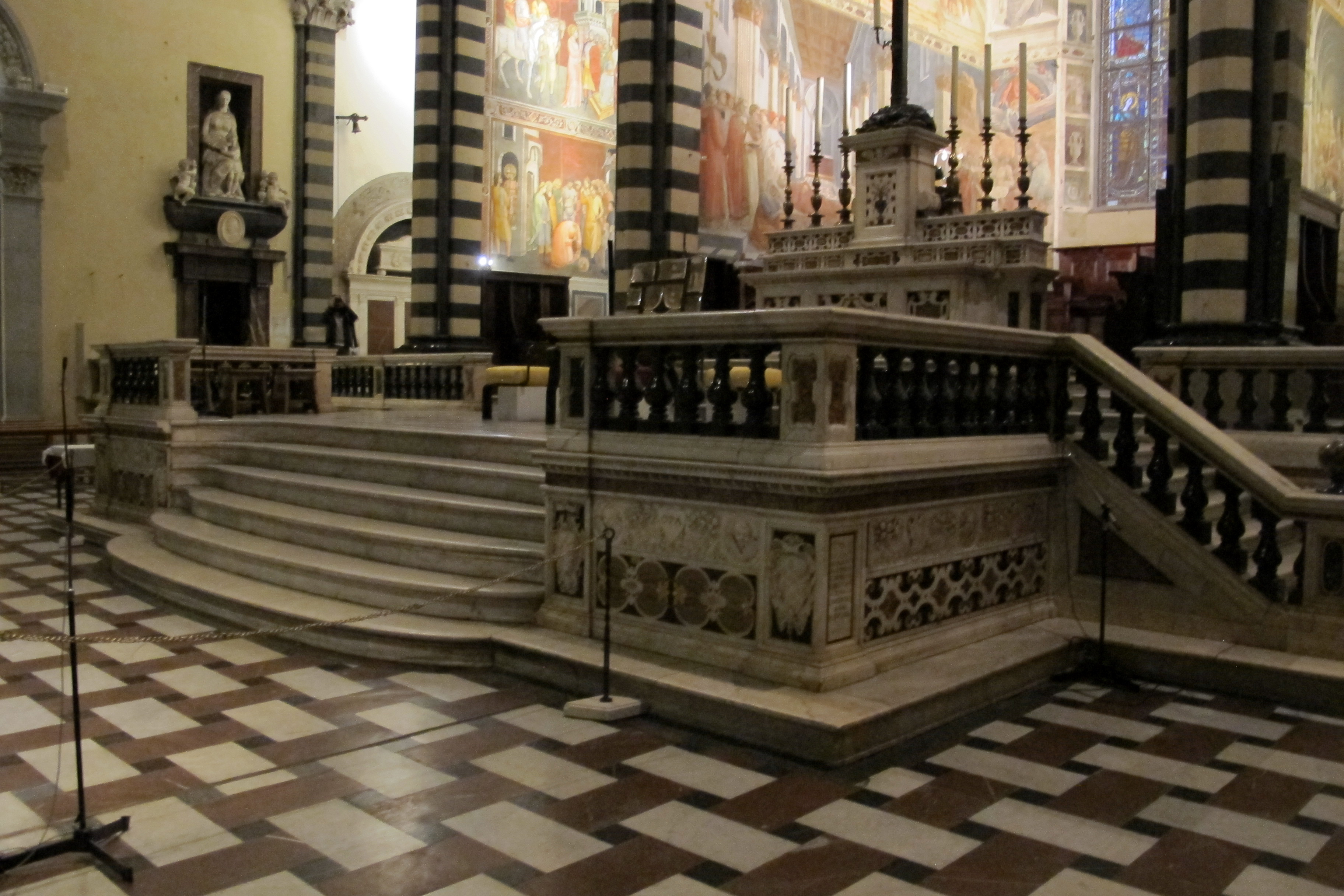
Balaustra del presbiterio

La Cattedrale è una delle più antiche chiese di Prato. Testimoniata già a partire dal X secolo come pieve di Santo Stefano, ma esistente almeno dal VI secolo era la chiesa principale di Borgo al Cornio, il primitivo insediamento pratese. Ristrutturata dal X al XV secolo, appare unitaria per l'equilibrata purezza dei volumi e la vibrante bicromia dei paramenti esterni, in alberese e marmo verde di Prato (serpentino).
La struttura attuale risale ad un periodo di ricostruzione iniziato nel XII secolo. A quel secolo risalgono le fiancate ed il chiostro romanico. A partire dai primi anni del XIII secolo fu iniziata la costruzione del campanile da parte di Guidetto da Como, tranne l'ultima cella in alto conclusa nel 1356. Nel corso del Trecento, per la crescente popolarità della reliquia della Sacra Cintola (in città dal 1141 secondo la tradizione), l'edificio venne allargato: nella prima metà del secolo fu costruito il transetto (forse su progetto di Giovanni Pisano), e nella seconda metà venne eretta la Cappella della Cintola ed iniziata la costruzione della nuova facciata conclusa solo nel 1456. Gli edifici che si trovavano davanti alla facciata, inoltre, vennero demoliti per poter creare una nuova, larghissima piazza, per ospitare la folla in occasione delle ostensioni della sacra reliquia.

## Descrizione

### Esterno

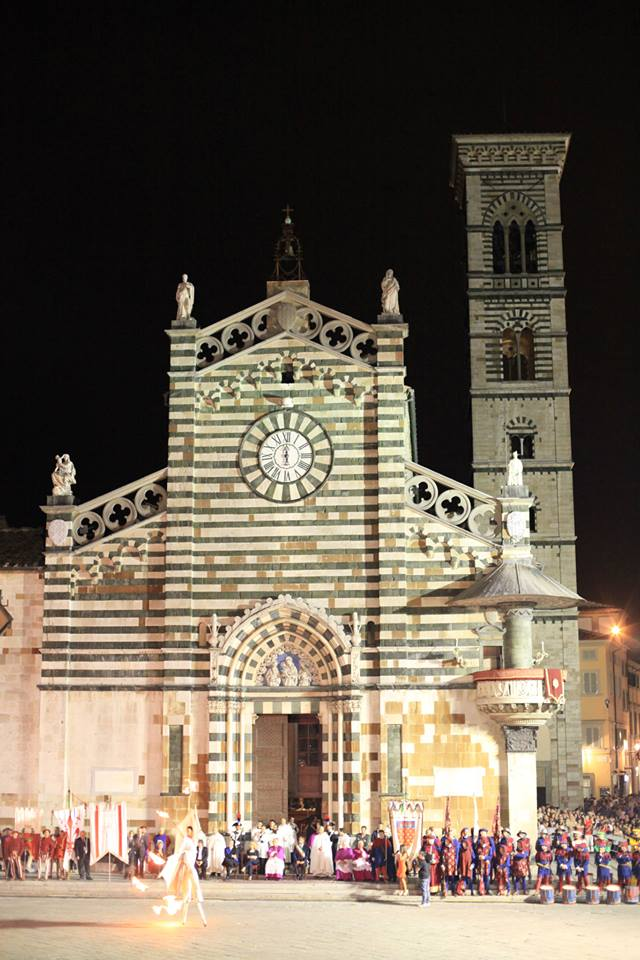
Esterno della cattedrale

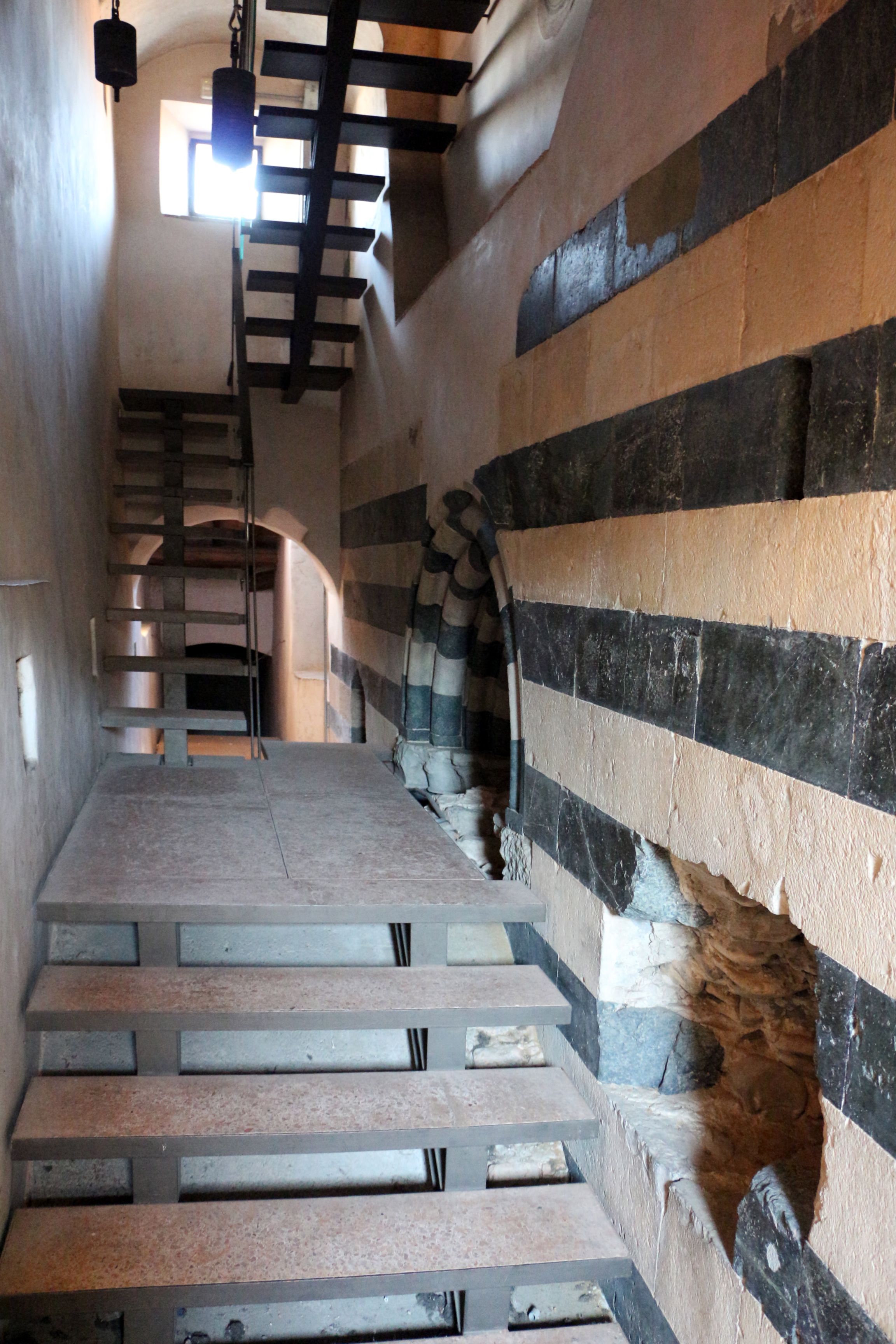
Antica facciata del Duecento

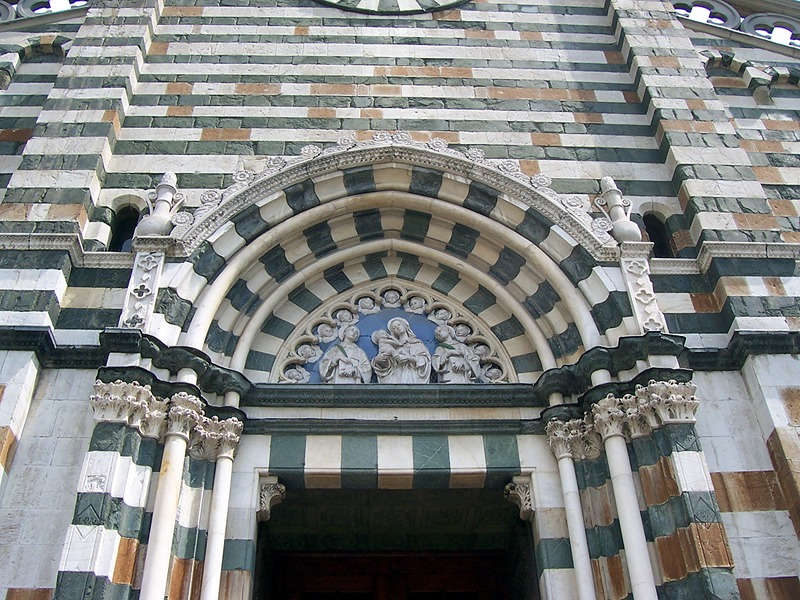
Andrea della Robbia, Madonna fra i Santi Stefano e Lorenzo, lunetta del portale della facciata

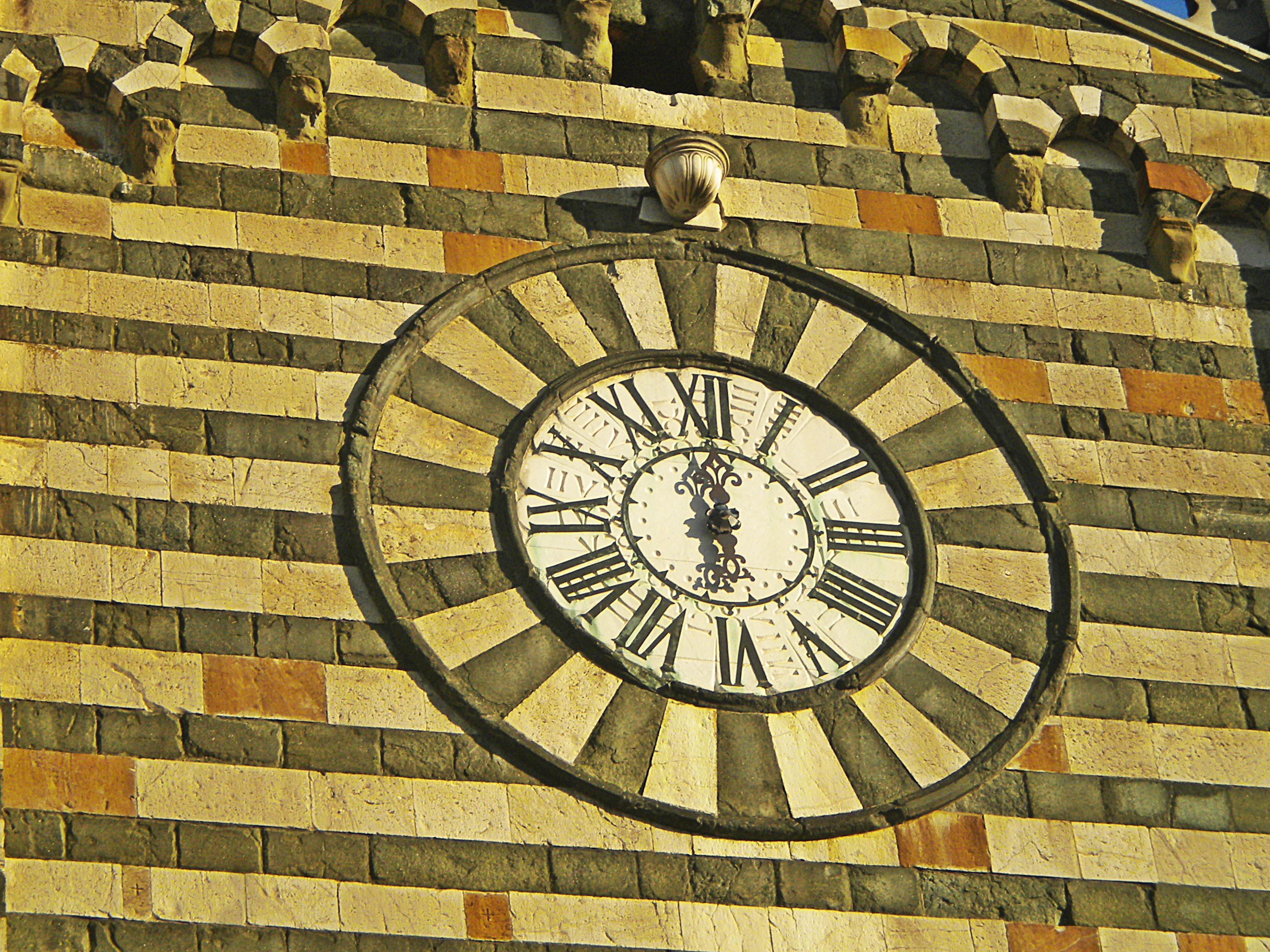
Orologio

Nonostante le aggiunte e modifiche avvenuto nel corso di numerosi secoli, l'aspetto esterno del Duomo risulta unitario e armonico. Tanto all'esterno quanto all'interno l'architettura della cattedrale è connotata da accentuati effetti policromi, ottenuti con la giustapposizione tra elementi in alberese o marmo bianco e quelli in verde di Prato.

#### Facciata
La prima facciata duecentesca,  in parte visibile sotto quella attuale attraverso un'intercapedine,  è opera di Guidetto. Ricostruire il disegno originale della facciata, caratterizzata da un paramento liscio d'alberese nella parte inferiore e bicromo in quella soprastante, è quasi impossibile a causa dell'esiguo numero di elementi sopravvissuti: era coronata da archetti pensili forse poggianti su due paraste d'angolo; mentre protomi leonine segnavano l'innesto degli spioventi delle navate laterali. Essa era completata plausibilmente da un unico portale sormontato da una bifora e da due finestrelle arcuate.
L'attuale facciata a salienti tardo gotica (1386-1457) opera di Niccolò di Piero Lamberti detto il Pela è costruita in Pietra alberese e marmo verde di Prato a rendere la caratteristica bicromia bianco-verde. Presenta un solo portale ed un orologio al posto del rosone. Fu edificata a ridosso, ma non adiacente, alla vecchia: nello spazio rimasto è stato realizzato un corridoio che porta al pulpito esterno.
Sulla lunetta sopra la porta principale venne posta una terracotta invetriata di Andrea della Robbia, raffigurante la Madonna fra i Santi Stefano e Lorenzo.

#### Orologio
Realizzato attorno alla metà del Quattrocento, questo orologio era dotato di un fantoccio-bambino che batteva le ore, già documentato in un testo del 1480, redatto in occasione della sua riparazione. Aggiustato e sostituito nelle sue parti già nel corso dei due secoli successivi, l'orologio fu definitivamente rimpiazzato da un nuovo congegno creato nel 1795 dall'orologiaio pratese Domenico Magheri, come testimonia la targa apposta sul telaio, che recita: «A.M. D.P. Dominicus Magheri Pratensis fecit Anno Domini 1795 – volat ambiguis volubilis alis hora». Il dispositivo originale è oggi conservato in loco dentro una teca di plexiglas. Il quadrante della facciata presenta ancora scolpite le 24 cifre romane relative all'orologio quattrocentesco, per quanto oggi coperte da 12 cifre romane in bronzo a rilievo. Il quadrante all'interno del Duomo, sulla contro-facciata, mostra, invece, la numerazione alla romana, con 6 sole cifre. Anticamente collegata all’orologio vi è anche una campana, attualmente conservata sulla sommità della facciata, fusa dal fonditore pistoiese Iacopo Cari nel 1795.

#### Fianco destro
Sul fianco destro, ristrutturato intorno al 1160, sono due portali arricchiti da intarsi (con simboli non ancora decodificati) e lo slanciato campanile a torre dei primi del Duecento (progettato dal maestro Guidetto), che in origine fungeva da cavalcavia. Alleggerito da bifore che divengono molto ampie nel penultimo ordine, è concluso da una aerea cella gotica a grandi trifore, aggiunta nel Trecento, come il compatto blocco in pietra alberese del transetto, che si appoggia al campanile. La cella campanaria, piana, fu da ispirazione per quello fiorentino che, secondo il progetto giottesco, era previsto con guglie.
Sempre sul lato destro della chiesa è presente una piccola ed essenziale meridiana che indica il mezzogiorno solare apparente ai solstizi, costituita unicamente dallo gnomone (falsostilo) e dalla linea meridiana.
La porta esterna accanto al campanile ha una macchia rossa nella lunetta sopra il portale. La leggenda vuole che si tratti del sangue uscito dalla mano mozzata a un tal Musciattino pistoiese che nel medioevo cercò di rubare la reliquia del Sacro Cingolo, ma che venne catturato e punito con il taglio delle mani. Una mano allora volò miracolosamente verso la cattedrale, macchiando per sempre i marmi nel punto dove aveva battuto.

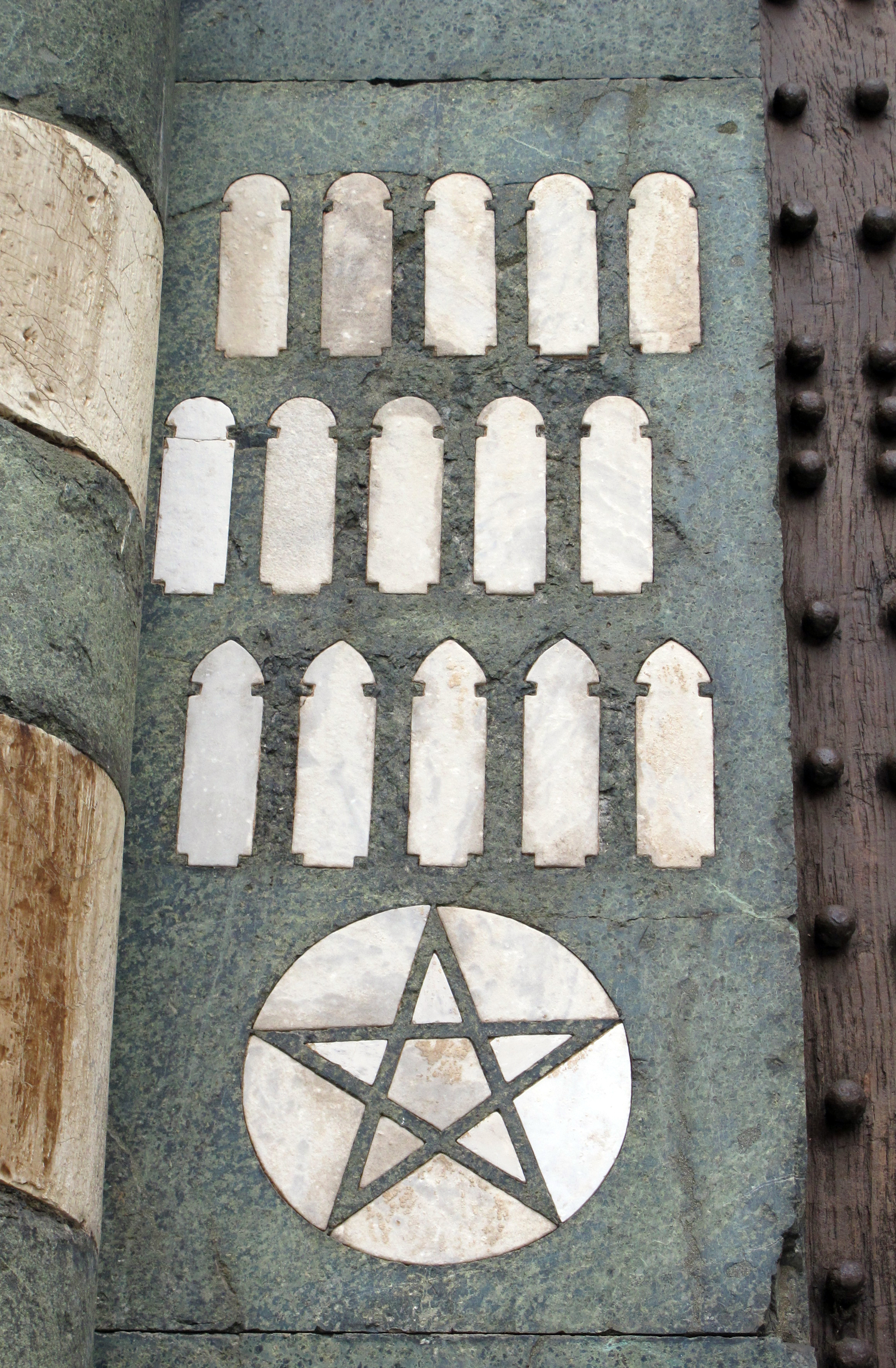
Particolare del portale laterale
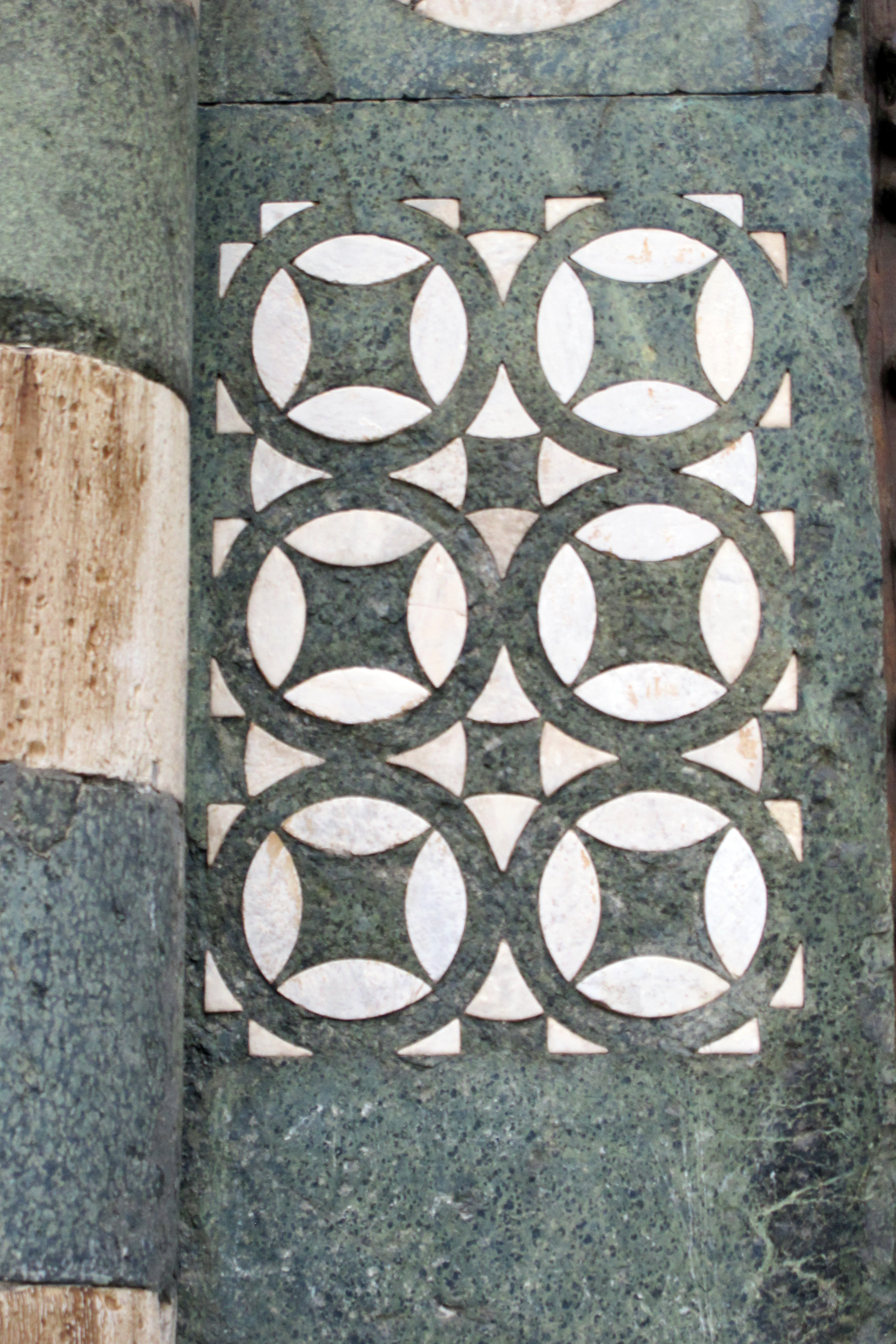
Particolare del portale laterale
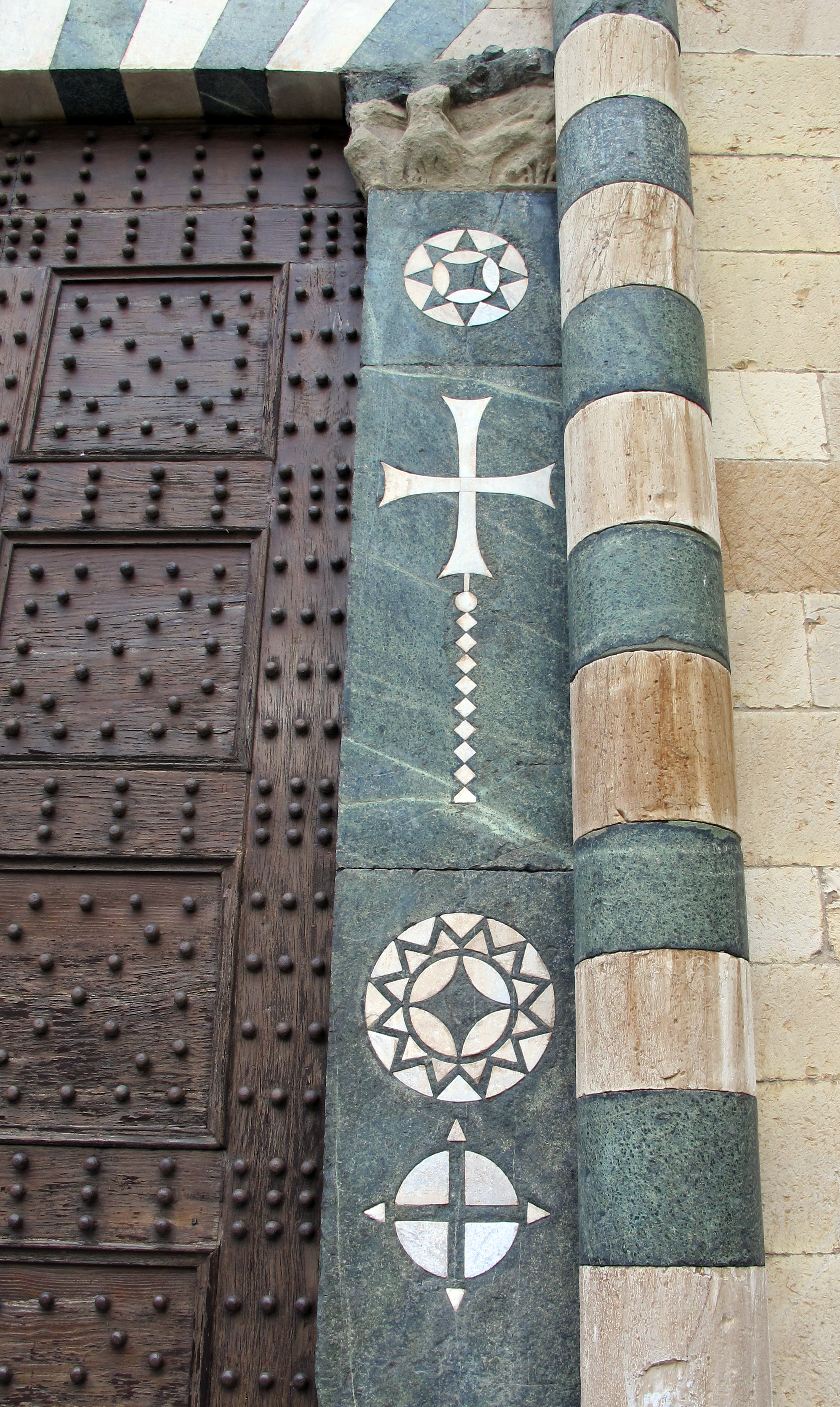
Particolare del portale laterale

#### Il campanile

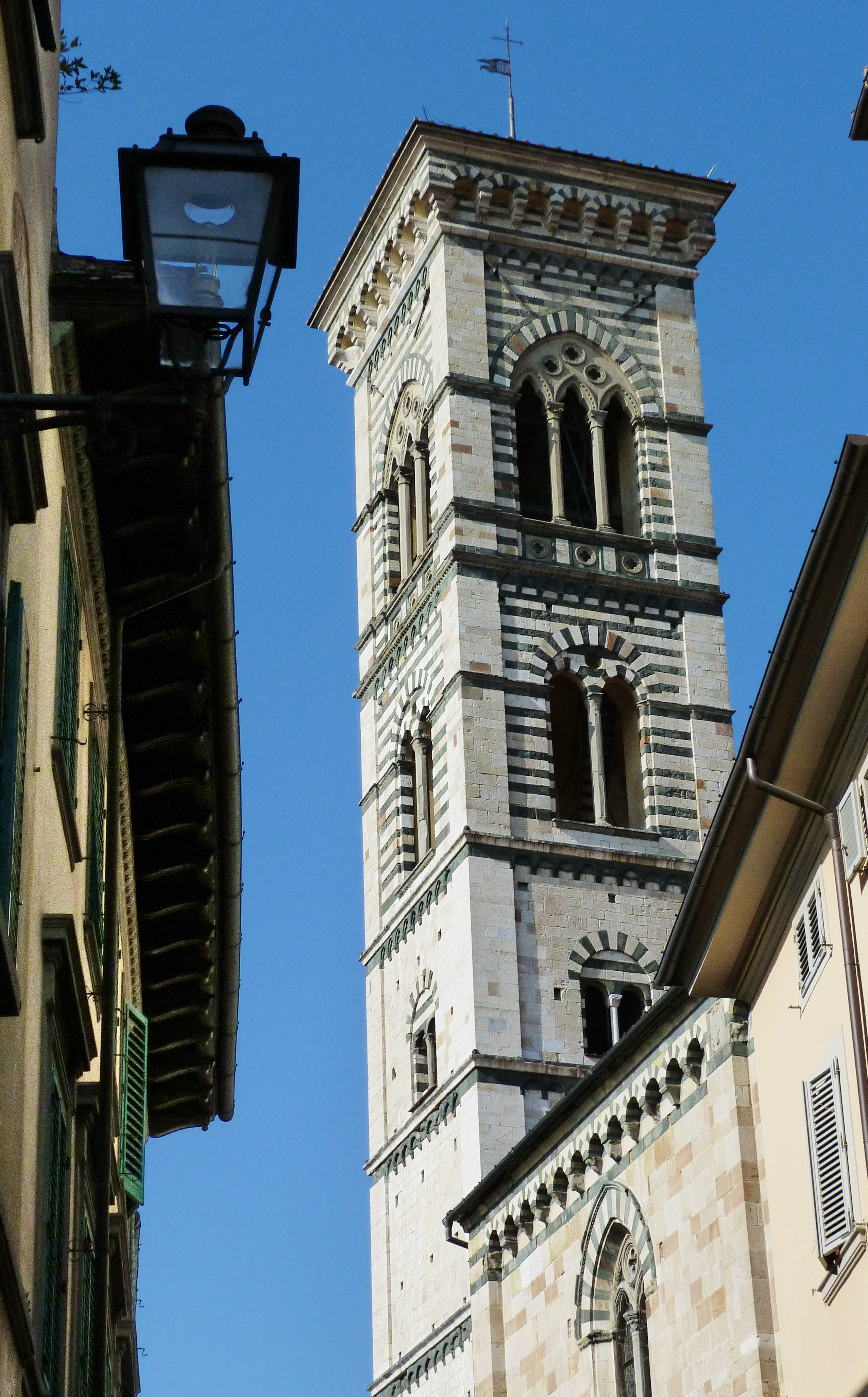
Il campanile

La torre campanaria con i suoi 46 metri di altezza è l'edificio più alto di Prato. La prima torre risale al 1160 e si inserisce nel prospetto simmetrico del fianco meridionale della chiesa.
Al 1211 risale la stesura del contratto, rogato "in claustro Sancti Stefani", con il quale si affidò a Guidetto da Como, maestro marmorario di san Martino a Lucca, l'incarico di portare a compimento i lavori della pieve e tra questi il campanile; la scrittura non lascia dubbi sulla corrispondenza tra G. e il "marmolarius" operante a Prato giacché, dalla lettura, si ricava che questi si riservò di tornare a Lucca per quattro volte all'anno, con il probabile scopo di verificare i progressi ivi compiuti dai suoi collaboratori. Guidetto, attorno al 1220, completò la parte superiore con quattro livelli. Nel Trecento, fu necessario innalzare il campanile di un ulteriore piano dopo la costruzione del transetto. I lavori terminarono nel 1356 e da allora la struttura non è più stata modificata ed è la stessa che vediamo ancora oggi. La scala interna si compone di 177 gradini. Nel 2010 iniziano i lavori di restauro. Dopo sette anni la torre torna visitabile al pubblico: il 15 settembre 2018 il campanile è stato visitato in anteprima dal vescovo Franco Agostinelli, dal vicario generale Nedo Mannucci, dall'allora sindaco Matteo Biffoni e altre autorità cittadine. Le visite al pubblico iniziano successivamente in maniera continuativa a partire dalla primavera del 2019.
All’interno del campanile è conservato un pregevole concerto di cinque campane, le più grandi della Diocesi e tra le più pesanti in Toscana. Esse seguono la scala di Si2 minore, sono tutte risalenti al XVIII secolo e sono state realizzate da diversi esponenti della famiglia Moreni, rinomati fonditori fiorentini. 
La campana maggiore (“Grossa” o “Dondolona”) è stata fusa da Jacopo da Seravezza nel 1601 e successivamente ripristinata da Giovanni Domenico Moreni nel 1756 (pesa 2400 kg), ha la funzione di scandire i tre Angelus della giornata. La mezzana (“Campana delle Undici”) è stata fusa da Alessandro Tognozzi Moreni nel 1766 (pesa 1800 kg), deve il suo nome al fatto che viene fatta suonare ogni giorno alle ore 11:00 secondo antica tradizione. La mezzanella (“Santa Caterina Ricci”) è stata fusa da Antonio Bruscolini da Prato nel 1597 e poi rifusa da Giovanni Domenico Moreni nel 1755 (pesa 1300 kg). La quarta (detta “Seconda”) è stata fusa da Giuliano Moreni nel 1737 (pesa 850 kg), mentre la piccola è stata fusa da Bartolomeo da Pistoia nel 1549, successivamente rifusa dai fonditori Moreni nel 1775 (pesa 650 kg). Assieme a queste campane è presente anche un’altra campana di dimensioni più ridotte detta “Stefanina”, risalente al 1316 e opera di Gregorio da Reggio (pesa 110 kg), a causa della sua veneranda età non viene quasi mai fatta suonare.
Una tradizione legata a queste campane ancora oggi in vigore è quella del suono solenne alla Vigilia delle principali Solennità liturgiche, conosciuto a Prato col nome di “Grande Doppio”. È una suonata della durata di 9 minuti circa in cui i bronzi fanno sentire la loro voce prima uno a uno singolarmente per poi terminare con un Plenum, ossia il suono simultaneo di tutte le campane.

### Pulpito di Donatello

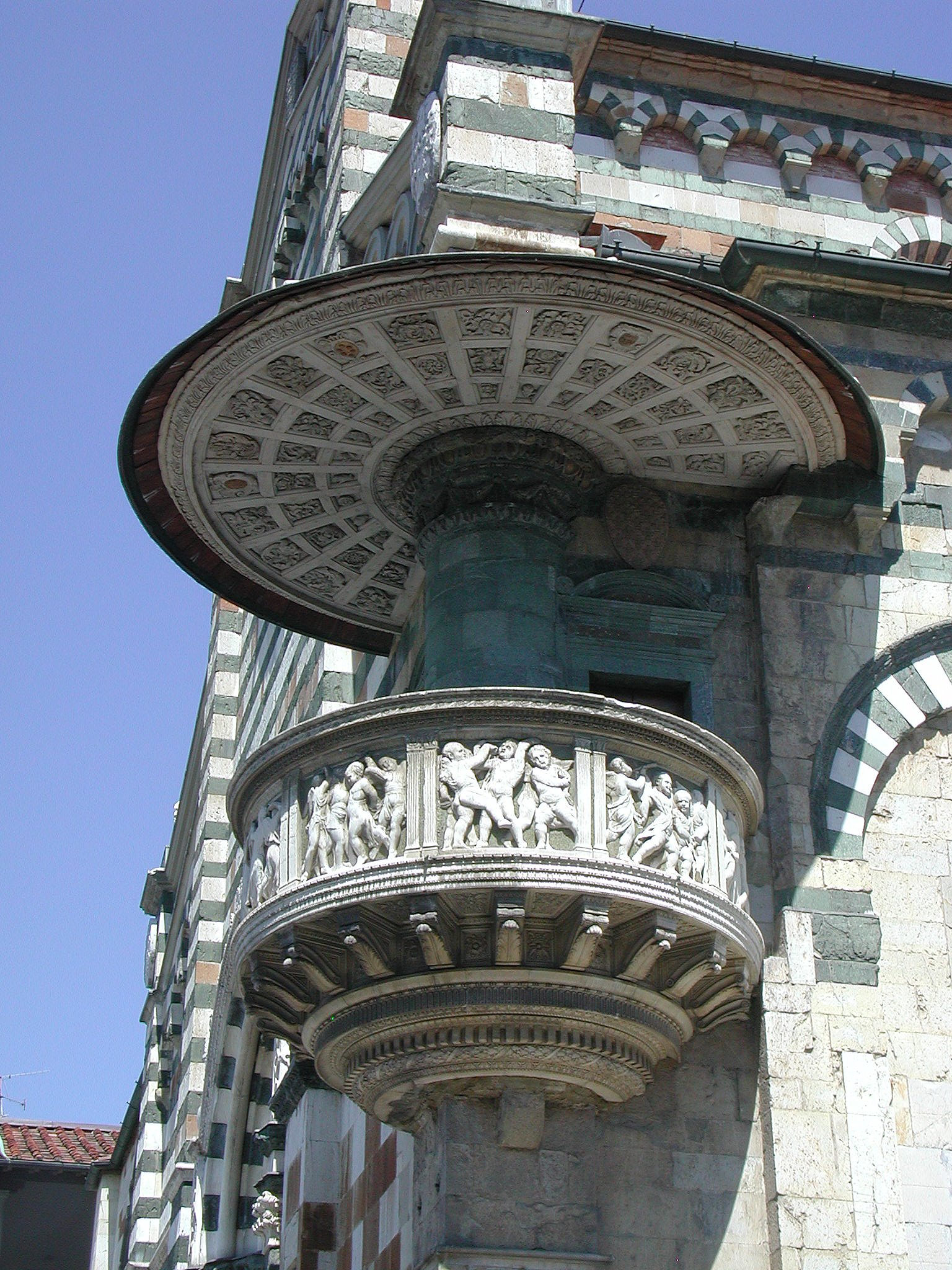
Donatello e Michelozzo, pulpito esterno (1428-1438)

Tra il 1428 e il 1438 viene realizzato Il pulpito esterno, costruito da Michelozzo e decorato da Donatello.
Il pulpito fu creato per l'ostensione pubblica dell'importante reliquia della Sacra Cintola della Madonna, che ancora oggi si mostra ai fedeli per Natale, Pasqua, il 1º maggio, il 15 agosto e, in forma più solenne, l'8 settembre, festa della Natività di Maria. Sul capitello in bronzo dorato alla base del una serie di cornici concentriche in marmo bianco accentuano l'effetto centrifugo dell'opera, il cui parapetto (l'originale è conservato nel vicino Museo) simula un tempietto dentro il quale gruppi di piccoli angeli (putti danzanti) intrecciano vivaci girotondi e balli come la farandòla; un elegante baldacchino a ombrello corona il pulpito.

### Interno

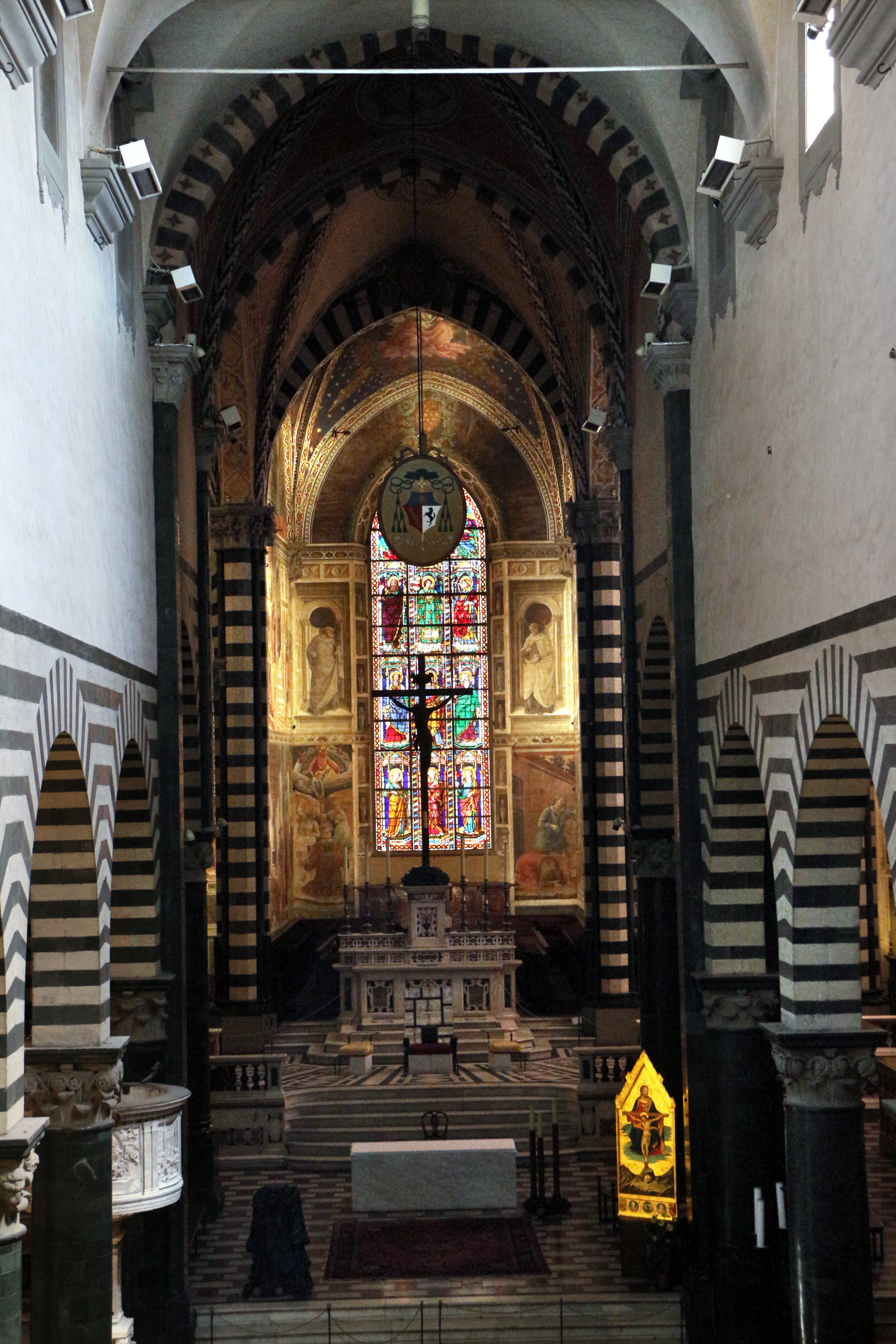
Interno

#### Navate
L'interno della cattedrale di santo Stefano è a pianta a croce latina e, malgrado i numerosi interventi, presenta un aspetto complessivamente unitario; le tre navate romaniche, del primo Duecento, sono divise da ampie arcate su preziose colonne in serpentino verde con raffinati capitelli, opera di Guidetto da Como. Sopra le arcate le pareti riprendono l'alternanza del colore nelle fasce di alberese e marmo verde. La volta della navata centrale è a botte lunettata ed è stata realizzata nel XVII secolo su progetto di Ferdinando Tacca; coeve sono le barocche cornici interne delle finestre.
Sotto la penultima arcata tra la navata centrale e la navata laterale di sinistra, si innalza l'elegante pulpito rinascimentale in marmo bianco (1469-1473), dall'esile forma a calice, con base arricchita da sfingi, realizzate da Maso di Bartolomeo e da Pasquino da Montepulciano. Il parapetto ha pregevolissimi rilievi di un pittoricismo vibrante, opera di Antonio Rossellino e Mino da Fiesole, con l'Assunta, Storie di Santo Stefano e Storie del Battista. Lo fronteggia, nella navata opposta, un bellissimo candelabro in bronzo di Maso di Bartolomeo, del 1440, in forma di vaso allungato dal quale escono sette carnosi steli vegetali. Il modello di bronzo è adesso esposto a Boston al Museum of Fine Art. Maso realizzò anche il vicino terrazzo interno, in controfacciata, che ha sul fondo una pregevole Assunta di David e Ridolfo del Ghirlandaio.
Di fronte alla Cappella del Sacro Cingolo è un piccolo Crocifisso ligneo di forte espressività, è molto probabilmente l'opera nota di Giovanni Pisano.

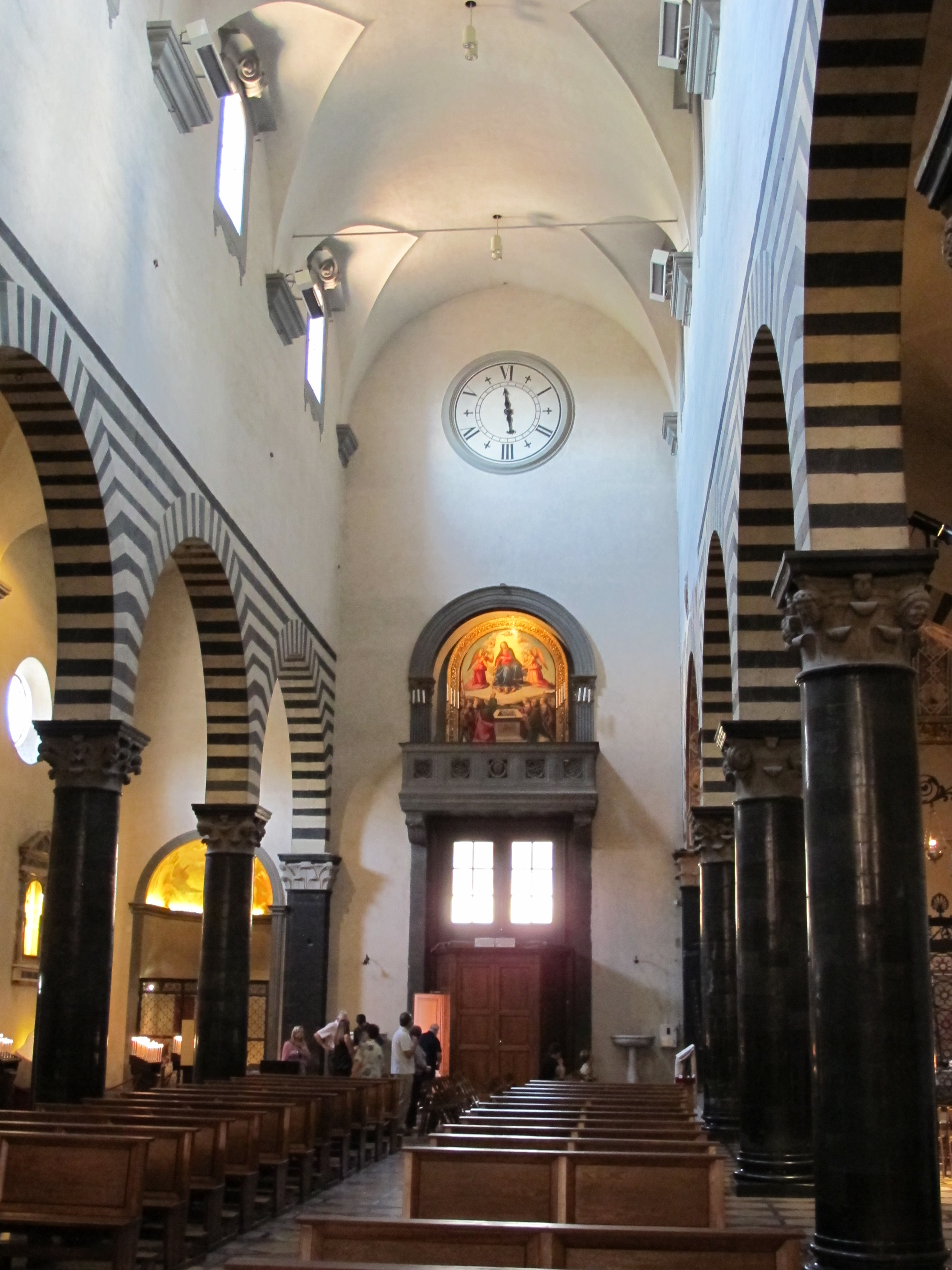
Interno verso la controfacciata
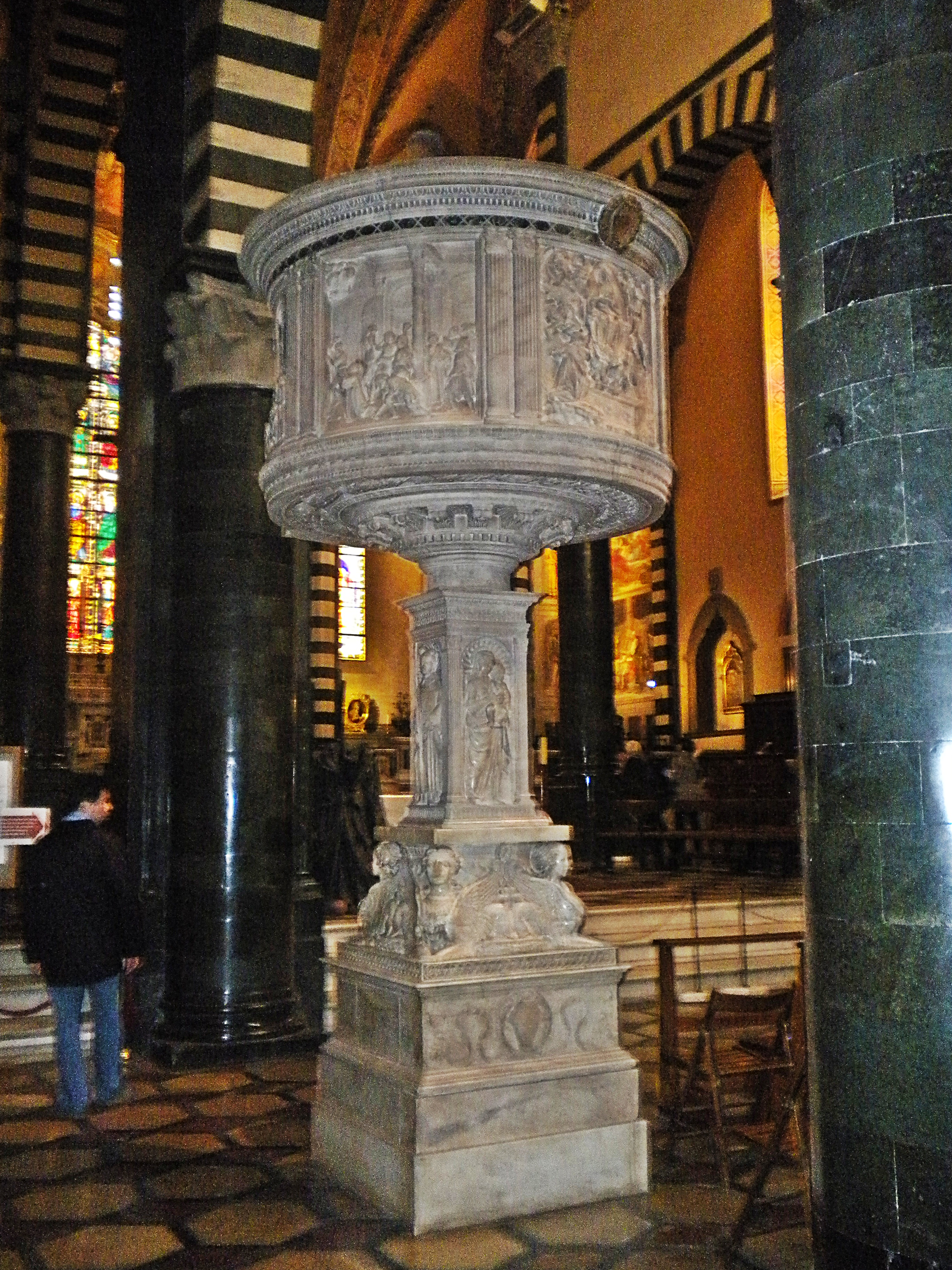
Il pulpito (1469-1473)
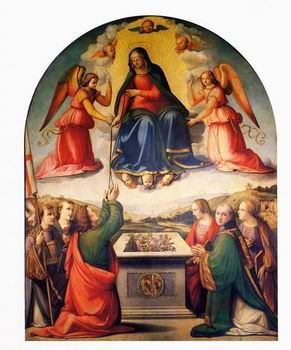
David e Ridolfo del Ghirlandaio, Assunta
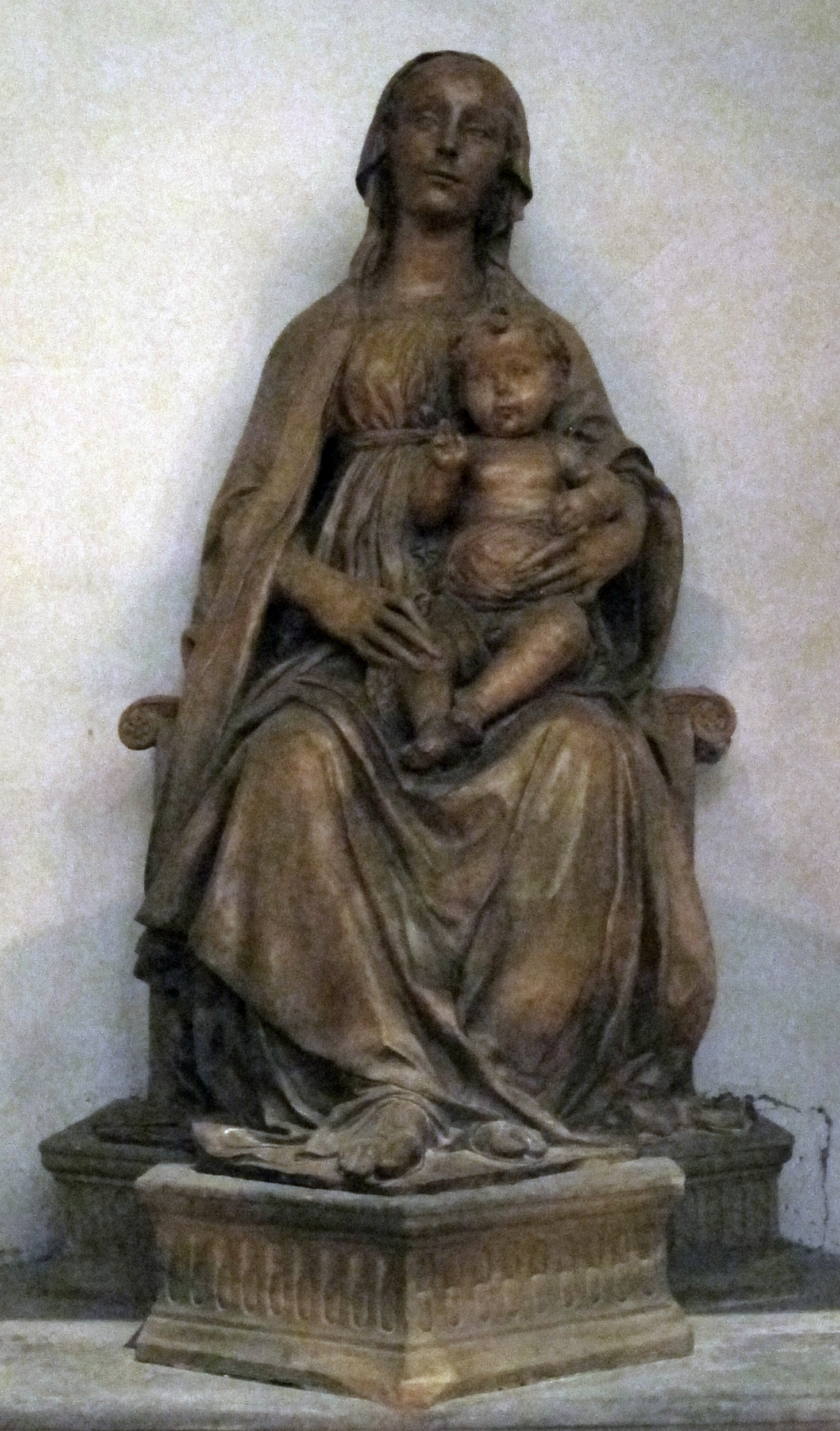
Benedetto da Maiano, Madonna dell'Ulivo
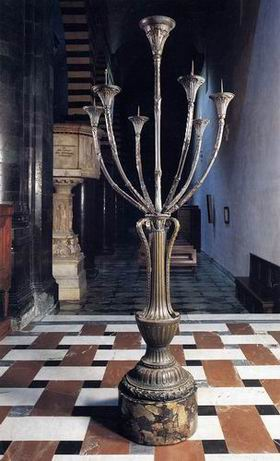
Maso di Bartolomeo, Candelabro (1440)

#### Transetto

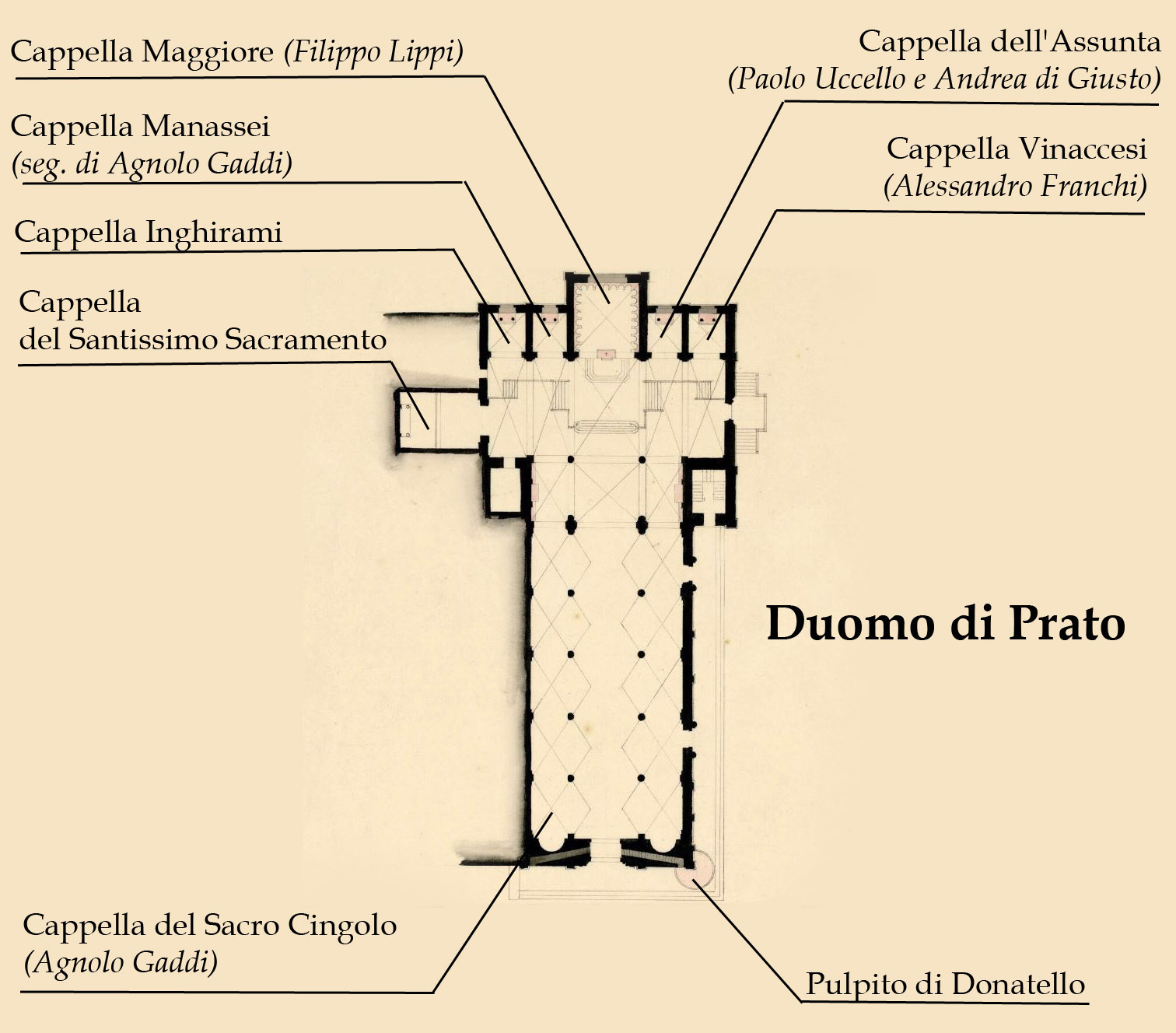

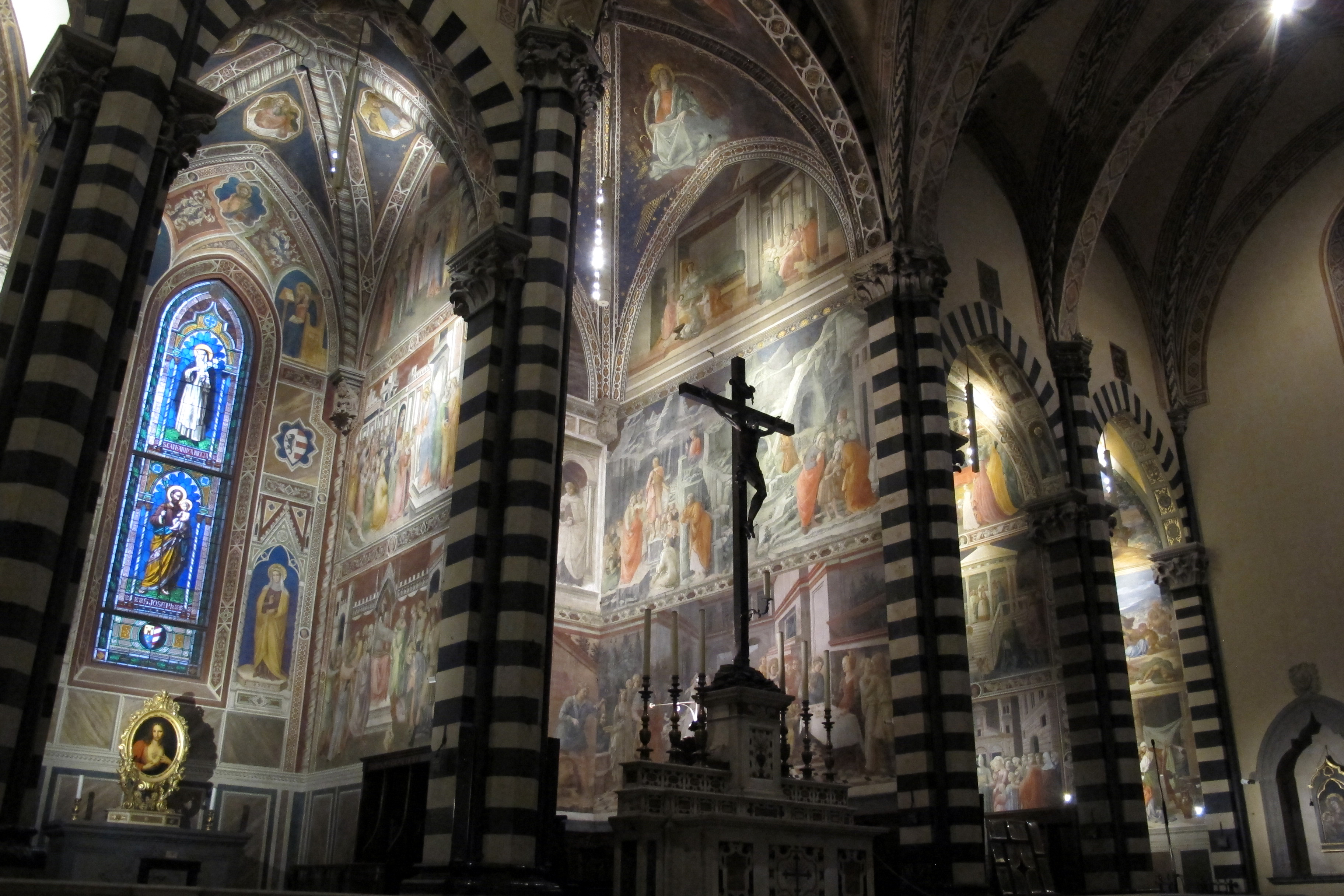
Transetto

Saliti pochi scalini la chiesa antica si dilata nel vasto transetto trecentesco, tradizionalmente attribuito a Giovanni Pisano, che è in ogni caso opera geniale del suo ambito (forse di un allievo di Nicola Pisano). Nel transetto le cinque altissime volte a crociera hanno naturale conclusione nelle altrettante cappelle absidali, divise da alti semipilastri a fasce, con notevoli peducci figurati.
Il presbiterio, nella sua attuale conformazione, è stato realizzato nel 2012 dallo statunitense Robert Morris. Sono sue opere i tre arredi principali: la cattedra vescovile, con seduta in marmo di Carrara e schienale in bronzo, situata sopra la scalinata; l'altare maggiore, situato ad una quota più bassa, sotto l'arco trionfale e costituito da un unico blocco di marmo di Carrara avente la forma di parallelepipedo; l'ambone, interamente in bronzo, caratterizzato da una forma a mantello e da alcune pietre alla base, che vogliono così richiamare il martirio di santo Stefano. Alle spalle del nuovo presbiterio, si trova l'altare maggiore barocco in marmi policromi, sormontato dall'imponente Crocifisso bronzeo di Ferdinando Tacca (1653)
Sulla destra del transetto è il tabernacolo rinascimentale della Madonna dell'Olivo, dei fratelli Da Maiano: la Madonna col Bambino (1480) in terracotta, preziosa nelle forme piene, è opera del celebre Benedetto.
La ricca balaustrata presbiteriale in marmi policromi, secentesca, riutilizza alcune lastre rinascimentali con stemmi e cherubini dell'antico coro, e dà accesso alle cappelle.
Nel transetto sinistro sul portale d'ingresso della Sagrestia è collocato il Monumento funebre a Carlo de' Medici, scultura in marmo di Vincenzo Danti del 1564.

#### Cappelle del transetto

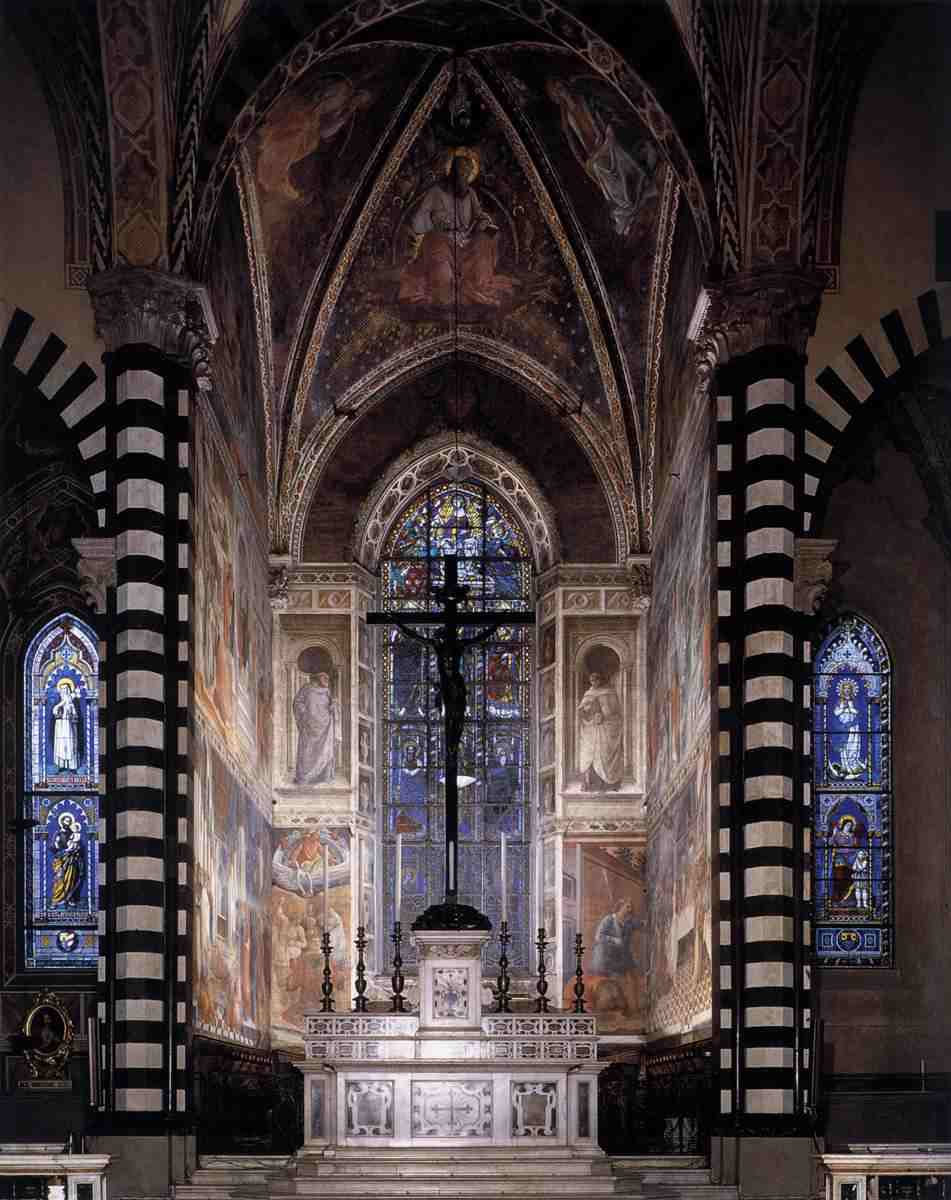
La cappella maggiore

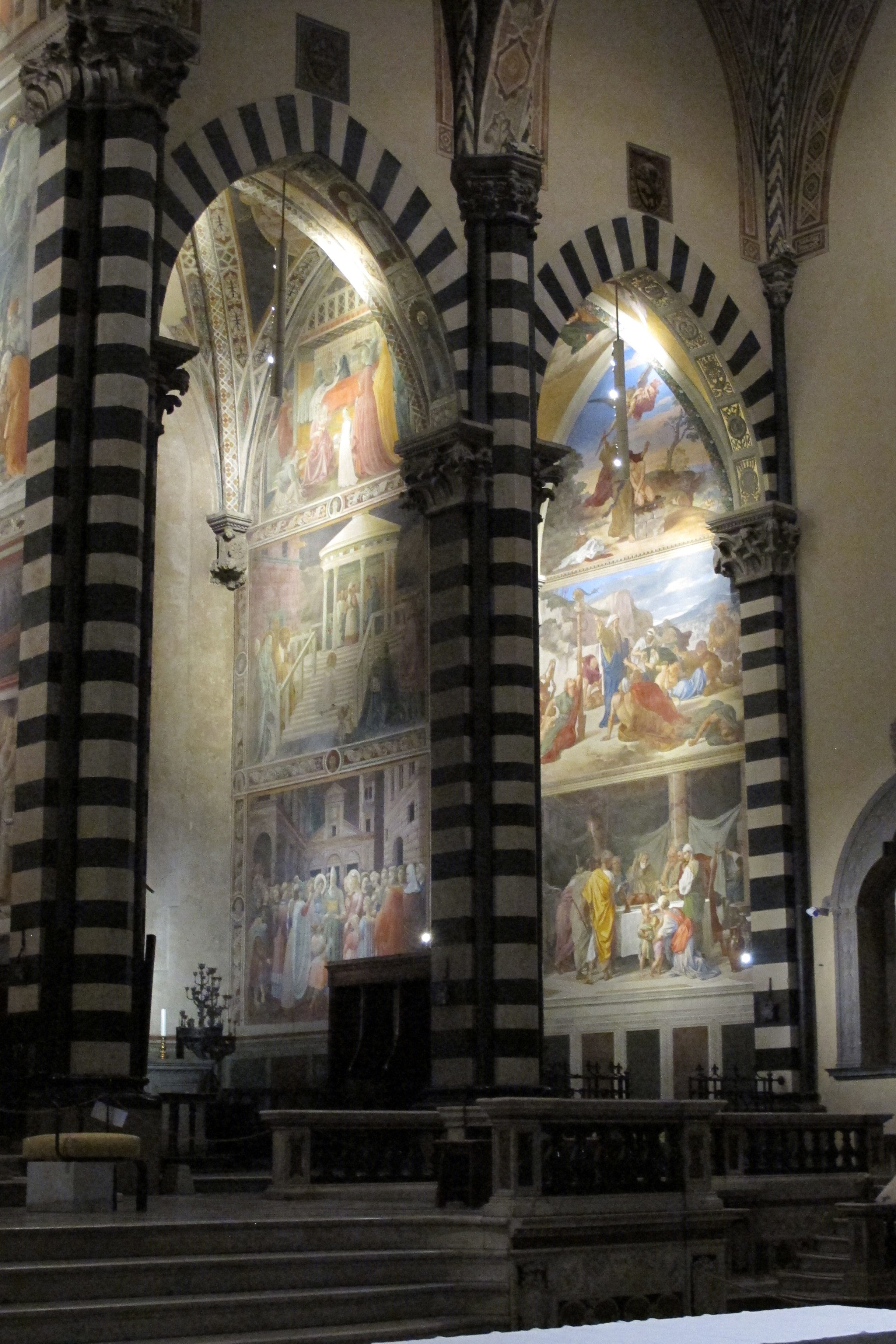
La cappella dell'Assunta e la cappella Vinaccesi

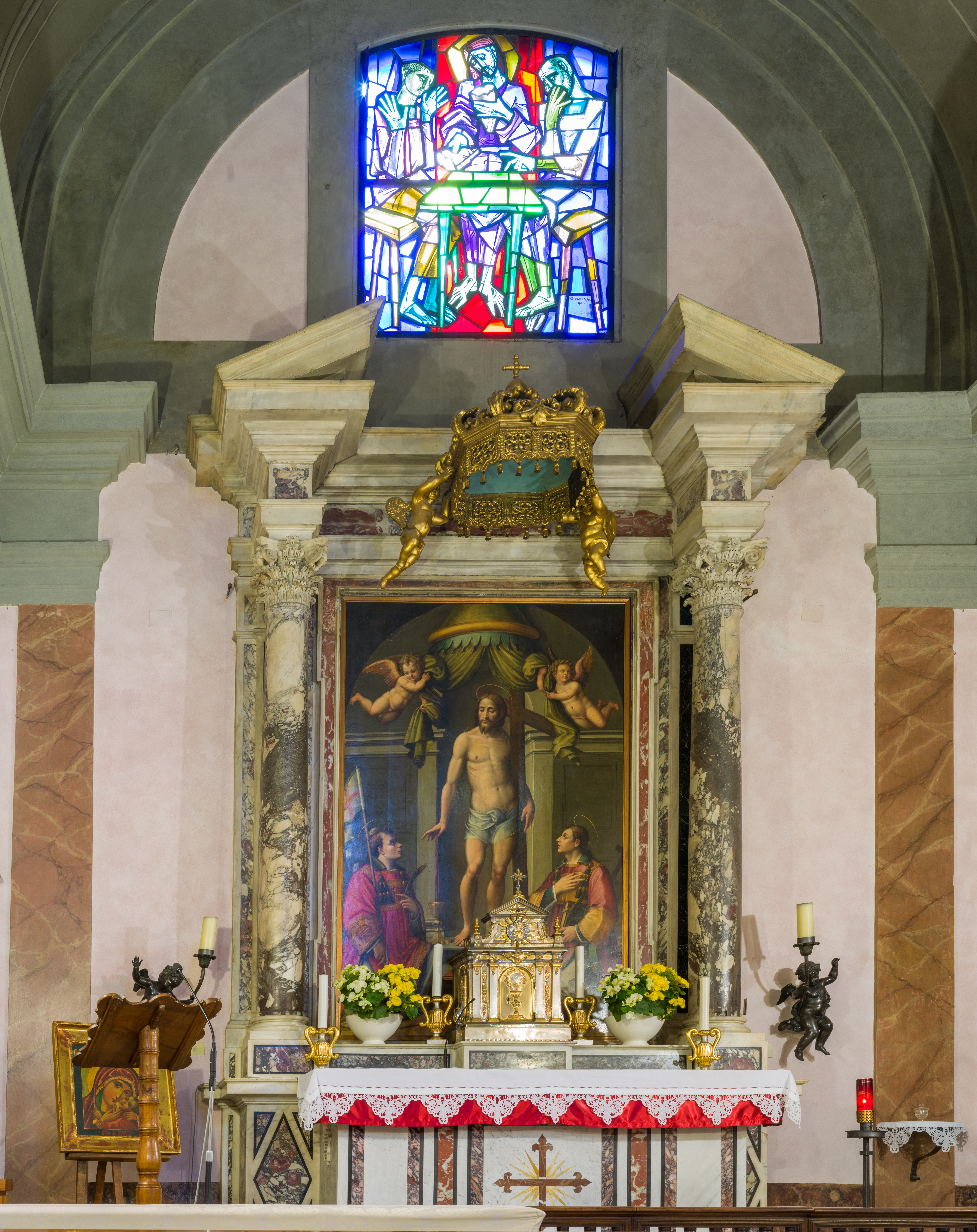
Altare della cappella del Santissimo Sacramento

##### Cappella Maggiore

###### Gli affreschi di Filippo Lippi
Le pareti della cappella maggiore sono affrescate con Storie di Santo Stefano e San Giovanni Battista, concluse nel 1465, il più celebre ciclo di fra Filippo Lippi. Di concezione monumentale, le figure – con molti vivaci ritratti - sono avvolte in vaporosi panneggi e rese leggere dalla luminosità della pennellata e dall'assenza di contorni netti, e si inseriscono in scenografiche prospettive. In basso, sulla sinistra, sono le Esequie di santo Stefano, ambientate in una basilica paleocristiana, nelle quali il Lippi dipinse papa Pio II, imponente figura in vesti rosse, e all'estremità destra il proprio autoritratto. Di fronte, sulla parete opposta, uno scenografico salone ospita il Convito di Erode, con la composta, elegante Danza di Salomè, e la consegna della testa del Battista alla bella, fredda Erodiade (bellissimi i due giovani all'estremità destra). Anche la vetrata fu disegnata dal Lippi, sebbene ne sopravvivano solo alcune parti. Al ciclo partecipò anche Fra Diamante.

###### La vetrata
La vetrata è composta da 9 pannelli rettangolari e, quale cimasa, da un lunettone a sesto acuto. Nei registri inferiori 9 santi entro edicole: a 1) Santa; b 1) Santa; c 1) Santa ( tre pannelli moderni; ; a 2) S. Paolo; b 2) S. Pietro; c 2) S. Andrea; a 3) S. Giovanni Battista, (contitolare della chiesa e protettore del dominio fiorentino); b 3) S. Stefano (titolare della chiesa) ; c 3) S. Lorenzo; abc 4) La Vergine Assunta consegna il sacro Cingolo. Il miracolo della sacra Cintola raffigurato nel lunettone , episodio nodale della vetrata, appartiene alla religiosità della cittadinanza pratese che venera la cintura conservata nella cattedrale.
Le scelte iconografiche della vetrata sono intimamente correlate al programma iconografico svolto negli affreschi dedicati alle Storie di S. Stefano (parete destra) e Storie di S. Giovanni Battista (parete sinistra). Ai lati della vetrata sono affrescati S. Alberto, fondatore dell’ordine carmelitano e S. Giovanni Gualberto, fondatore dell’ordine vallombrosano.
La commissione di tale ciclo, inizialmente offerta all’Angelico e da lui rifiutata, venne affidata al Lippi cui nel 1442 venne assegnata l’allogazione contemporanea sia degli affreschi che della vetrata. I vari successivi spostamenti dei ponteggi all’interno della cappella risultanti dai documenti permettono di ricostruire le fasi dei lavori: nel 1456 l’impalcatura dei ponteggi venne una prima volta abbassata alla quota del registro mediano, segno evidente che la dipintura dei riquadri superiori era conclusa. Successivamente, sospesi i lavori (sospensione dovuta secondo la giustificazione ufficiale alla mancanza di fondi, ma forse provocata dalle drammatiche vicende personali dell’artista), il Lippi si impegnò in altre commissioni. Altri due spostamenti dei ponteggi sono registrati nel 1461 e nel 1464; e l’anno successivo, alla fine del 1465, le impalcature vennero definitivamente smontate.
A sostituzione di una vetrata commissionata nel 1413 a Niccolò di Piero Tedesco su cartoni di Lorenzo Monaco e raffigurante una Maiestas Domini, l’esecuzione della nuova vetrata su disegno del Lippi venne affidata a Ser Lorenzo di Antonio da Pelago, "cappellano di San Pier Maggiore a Firenze", maestro vetraio assai apprezzato nell’ambiente fiorentino che aveva già collaborato negli anni precedenti alla realizzazione delle vetrate della tribuna di S. Maria del Fiore ( v. Firenze cattedrale 24). Un pagamento datato 16 luglio giugno 1452, riguarda un disegno per la figura di S. Stefano che fu portato da Prato a Lorenzo di Antonio che risiedeva a Firenze: " Et adì 16 lulglio [sic] per uno dì [Bernardo di Bandinello] andò a Firenze a Ser Lorenzo a portarlgli [sic] il disegnino di Santo Stefano per soldi [....] il dì L.--- S. 16". E ancora; dalle note documentarie risulta che il maestro vetraio venne pagato lire 1964, al costo di lire 14 per 76 braccia quadre equivalenti all’intera superficie della vetrata; pagamento che autorizza ad attribuirgli la esecuzione dell’intera vetrata.
Che il grandioso pannello archiacuto della Assunta, pur dipendendo da celebri precedenti iconografici (tabernacolo in Orsanmichele, porta della Mandorla), vada ricondotto all’ideazione del Lippi, è ormai criticamente assodato; evidenti sono infatti le analogie compositive e stilistiche tra la vetrata e la tavola dello stesso soggetto eseguita verso il 1460 dalla bottega del Lippi e destinata probabilmente a S. Margherita di Prato. Il linguaggio del Lippi è ravvisabile anche nelle sottostanti figure di S. Lorenzo (assai prossimo al S. Girolamo della tavola di Torino) e di S. Stefano, ambedue caratterizzate da stilemi peculiari alle figure lippesche; mentre si avvertono disparità stilistiche con le altre figure di santi; figure esili, avvolte in ondosi mantelli di gusto tardogotico, e riconducibili quindi a Lorenzo di Antonio. Né appartengono alle quadrature del Lippi i baldacchini. La ipotesi avanzata dal Badiani che Lorenzo abbia riutilizzato parti della precedente vetrata gotica non convince il Martin, che giustamente attribuisce tale disparità stilistica al riuso da parte di Lorenzo di cartoni immagazzinati nella sua bottega. Nel perseguire l’evoluzione della quadratura a baldacchino nella vetrata iconica la Del Nunzio puntualizza il ruolo di Lorenzo in tale evoluzione: .".. i baldacchini di Lorenzo...già palesano i sintomi di modificazioni strutturali: sebbene ancor memori di quelli del Ghiberti, i tabernacoli mostrano un’enumerazione degli elementi del lessico gotico più ridotta, non esuberante e limitata alle strutture primarie verticali".

##### Cappelle Laterali
A destra, la cappella Vinaccesi conserva un notevole Cristo deposto duecentesco, ed è ornata da pregevoli affreschi ottocenteschi del pratese Alessandro Franchi, studiatissimi nel disegno e dalla vivissima resa coloristica, di gusto "nazareno".
Contigua è la cappella dell'Assunta, affrescata nel 1435-1436 da Andrea di Giusto Manzini e dal giovane Paolo Uccello con Storie della Vergine e di santo Stefano, completate da Andrea di Giusto nella parte inferiore, che mostrano una stravagante fantasia nelle scene incantate, con colori definiti e vivaci, eleganti grafismi, e architetture di gusto brunelleschiano.
La contigua Cappella Manassei fu dipinta ai primi del Quattrocento con Storie di Santa Margherita e San Giacomo da un piacevole seguace di Agnolo Gaddi, mentre l'ultima cappella a sinistra, degli Inghirami, conserva un bel monumento funebre attribuito a Benedetto da Maiano e una vetrata del primo Cinquecento.
Al capo sinistro del transetto si trova la cinquecentesca Cappella del Santissimo Sacramento, con una pala di Zanobi Poggini (1549) e la volta decorata nell'Ottocento.

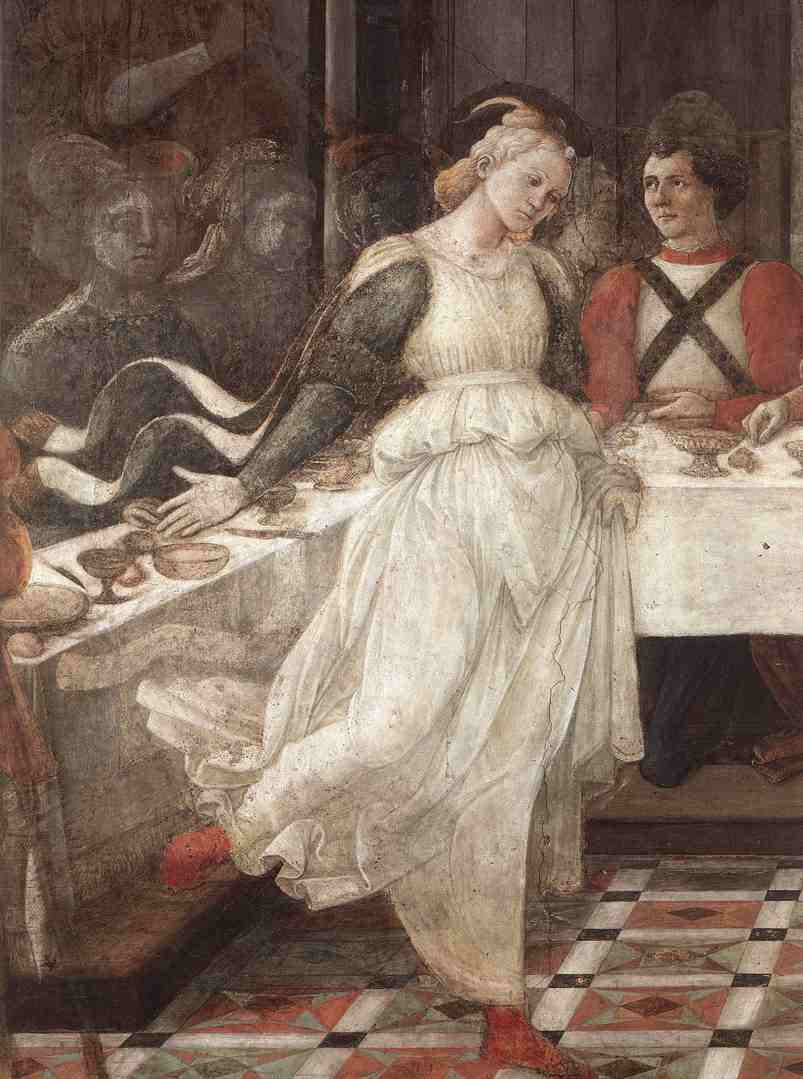
Filippo Lippi, Storie di santo Stefano e san Giovanni Battista, Salomè
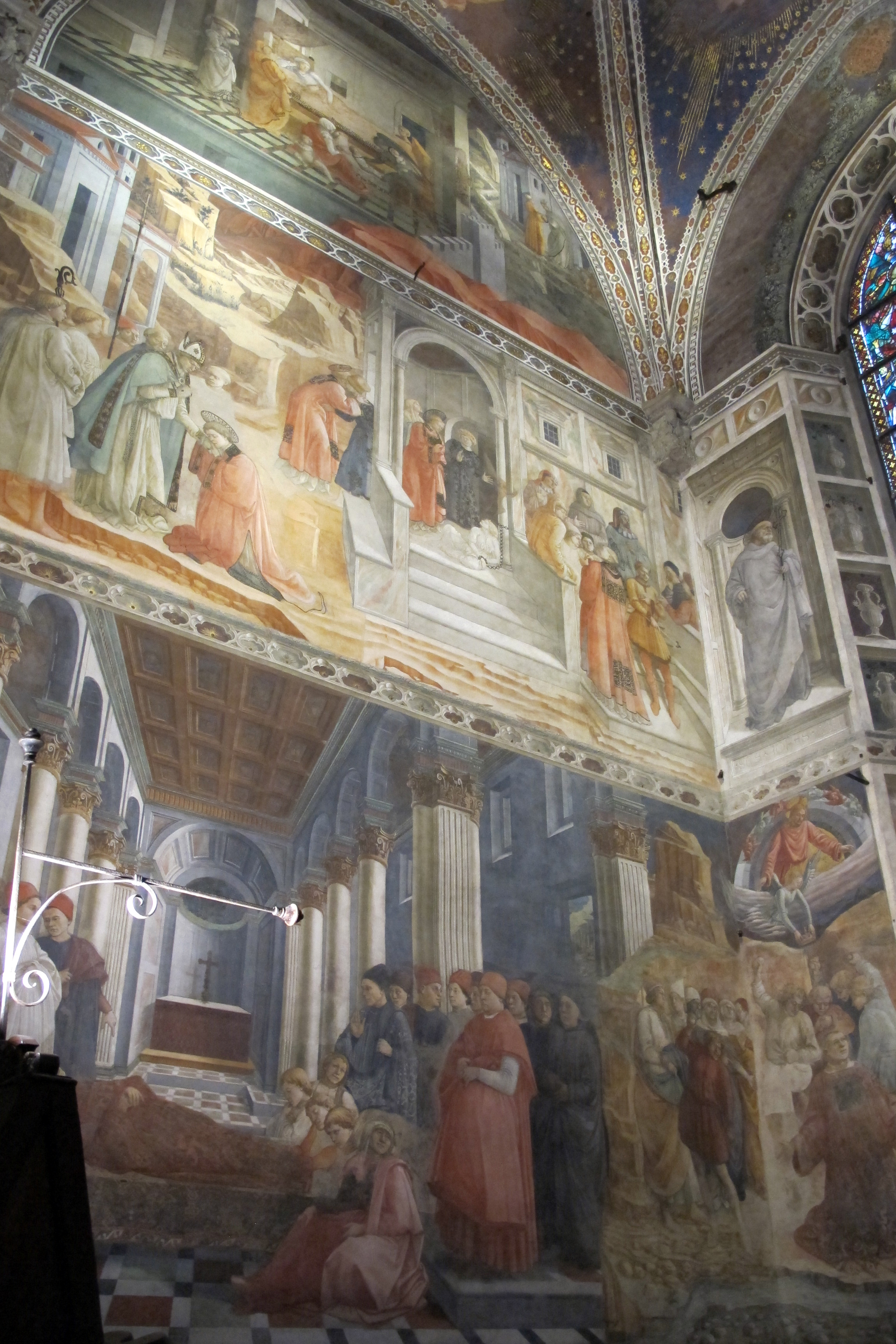
Filippo Lippi, Storie di santo Stefano e san Giovanni Battista, particolare
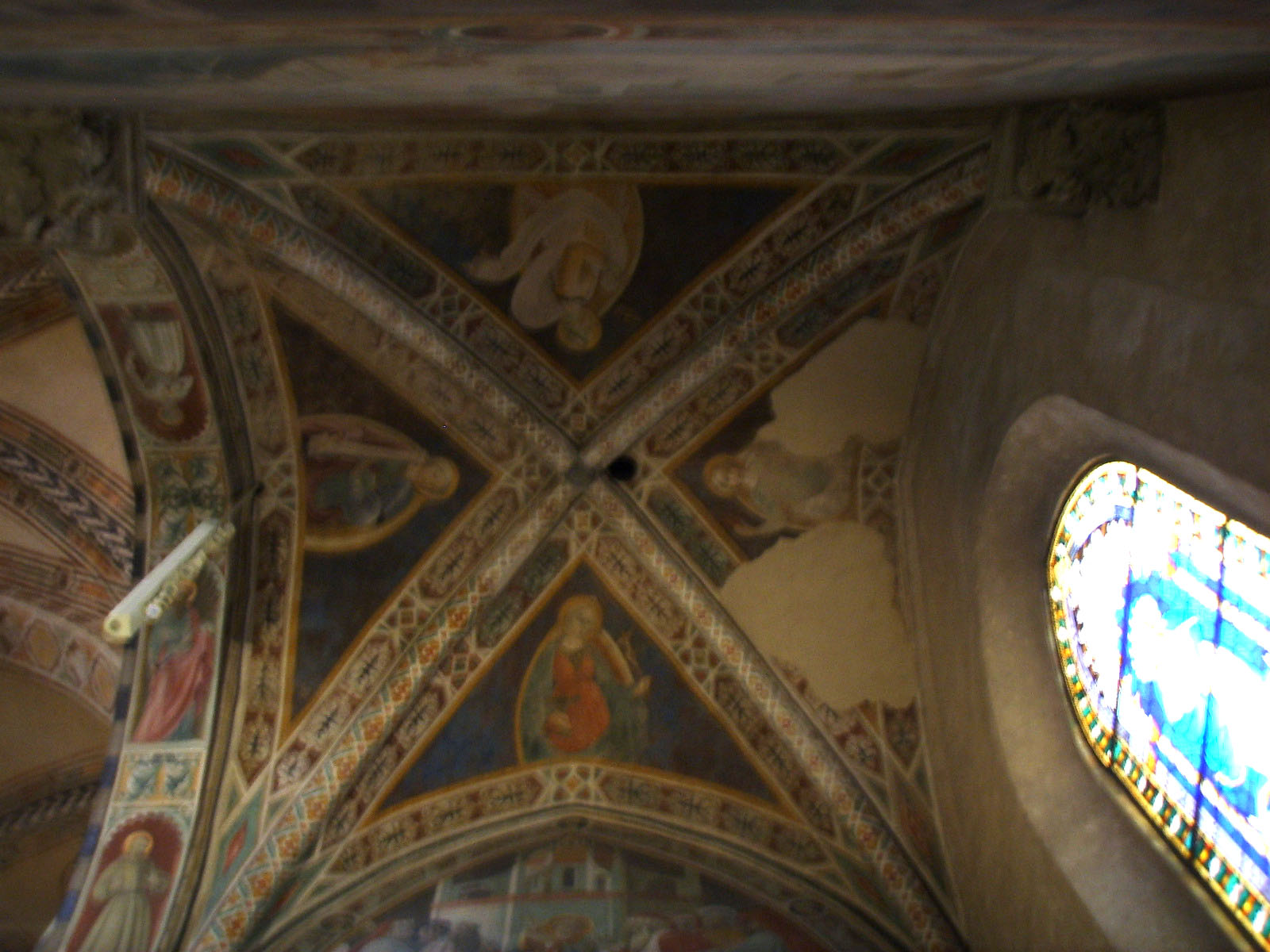
Paolo Uccello, Virtù (1435-1436), volta della cappella dell'Assunta
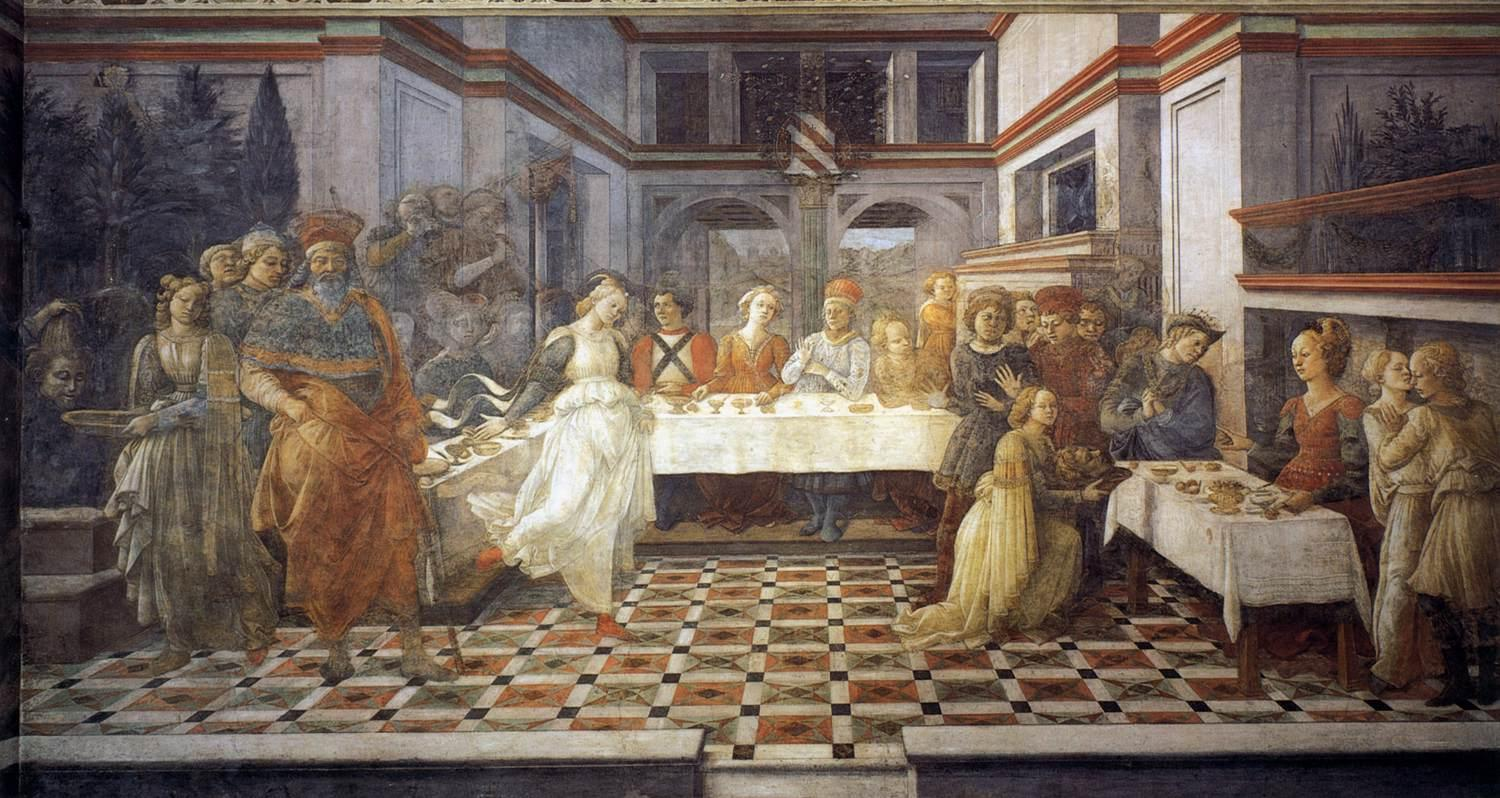
Filippo Lippi, Convito di Erode (1452-1462) nella cappella maggiore

#### Cappella del Sacro Cingolo

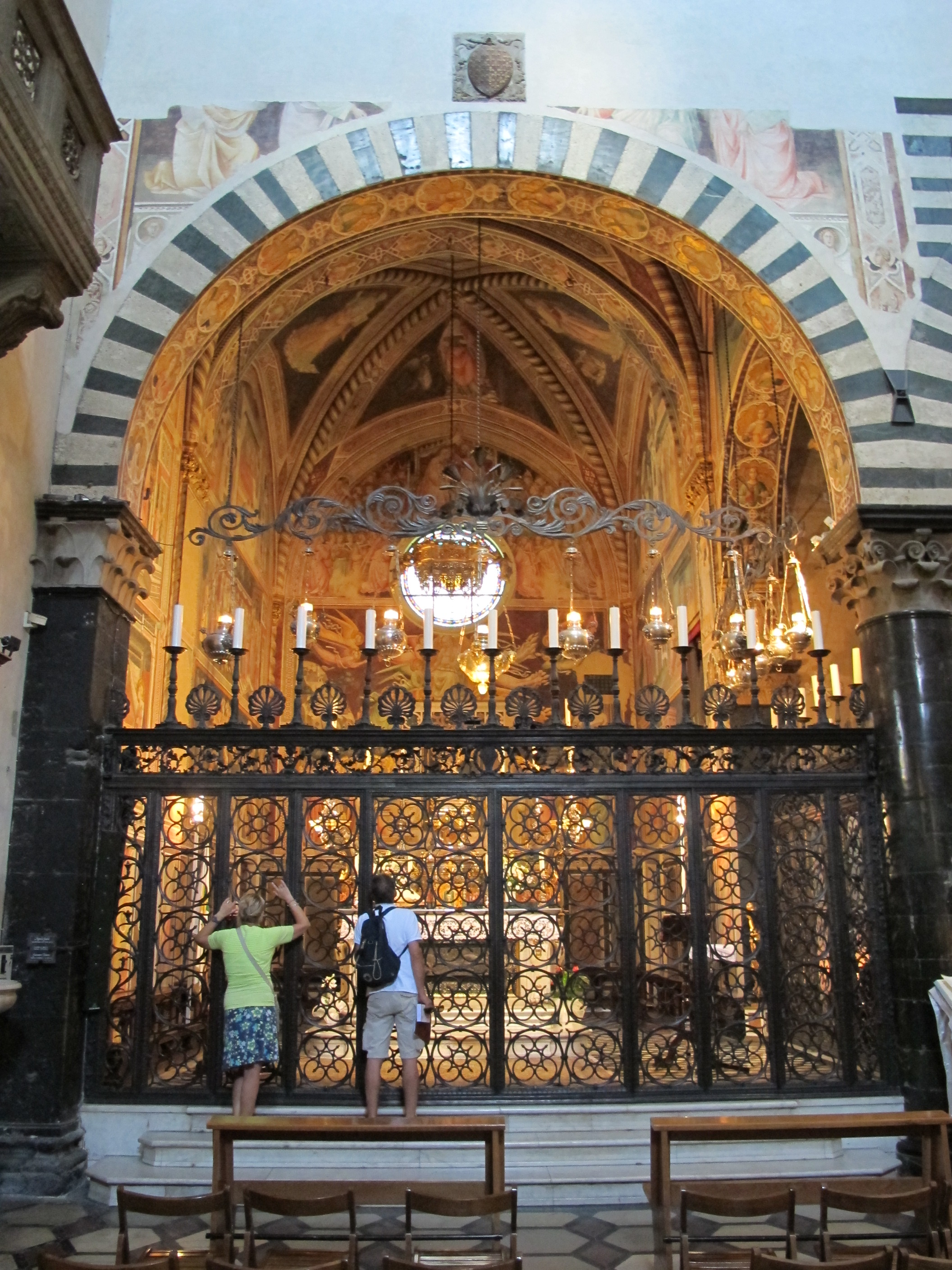
La cappella del Sacro Cingolo

La Cappella del Sacro Cingolo, la zona più sacra di tutta la città, è costituita dal prolungamento verso l'esterno della prima campata della navata laterale di sinistra. È costituita da un unico ambiente di due campate coperto con volta a crociera ed illuminato da un rosone circolare situato sulla parete fondale.
Vi si conserva la Sacra Cintola, cioè la cintura che, secondo antiche tradizioni, fu donata a San Tommaso dalla Vergine durante l'Assunzione, e giunse a Prato nel XII secolo.
La cappella, costruita nel 1386-1390, è affrescata con Storie della Vergine e della Cintola, ciclo di sorprendente unità figurativa, dipinto nel 1392-1395 da Agnolo Gaddi. Notevole è la sintetica veduta di Prato nell'affresco del Ritorno di Michele.
L'elegante altare settecentesco, con rilievo di Emilio Greco, racchiude la Cintola, ed è coronato dalla marmorea Madonna col Bambino (1301 circa), capolavoro di Giovanni Pisano.
La cappella è chiusa da una preziosa cancellata in bronzo, uno dei migliori esempi del genere conservatisi del Rinascimento, di Maso di Bartolomeo, Pasquino da Montepulciano e collaboratori, con quadrilobi e fregi di un fresco naturalismo.

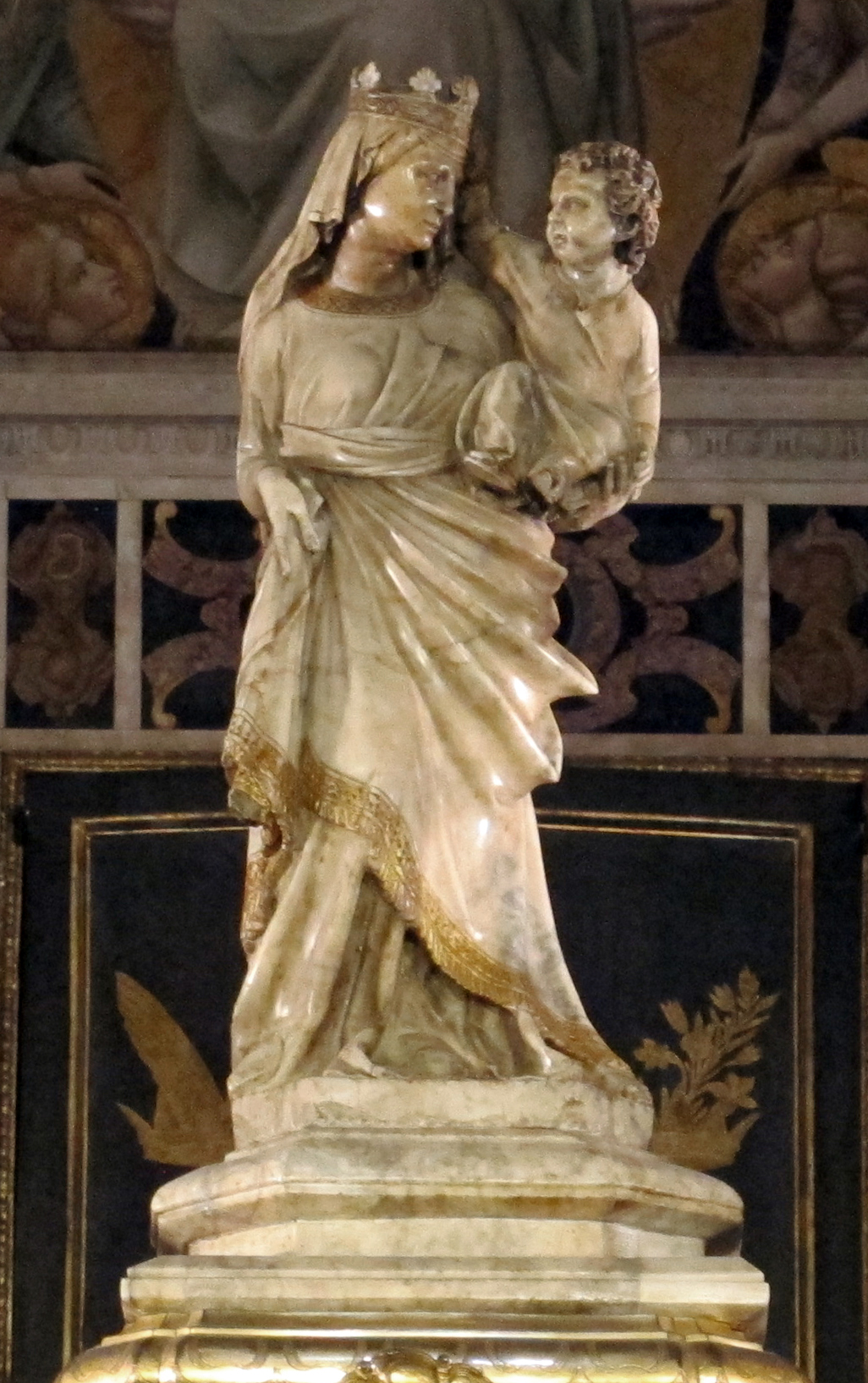
Giovanni Pisano, Madonna col Bambino
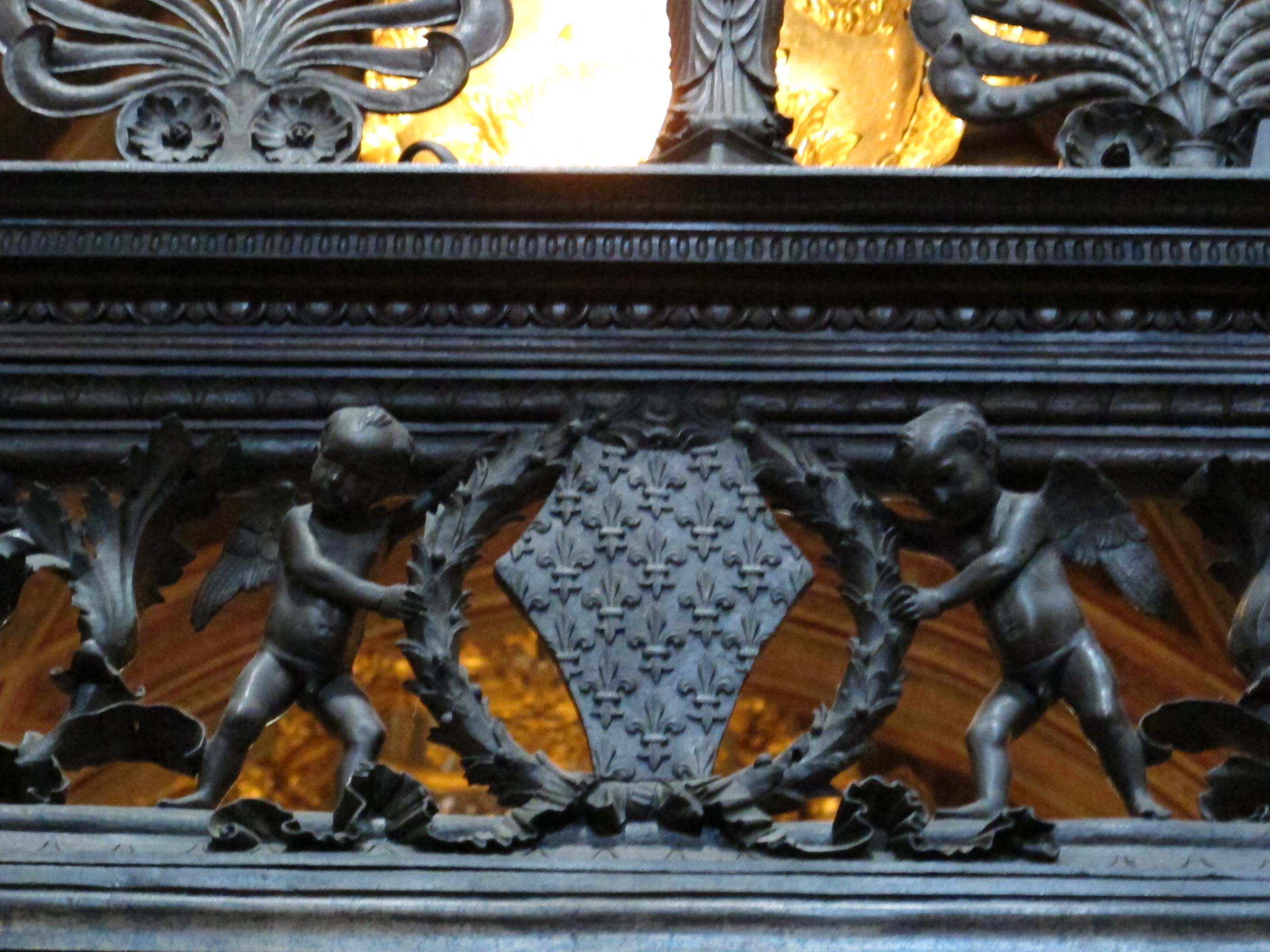
Maso di Bartolomeo, Particolare della cancellata
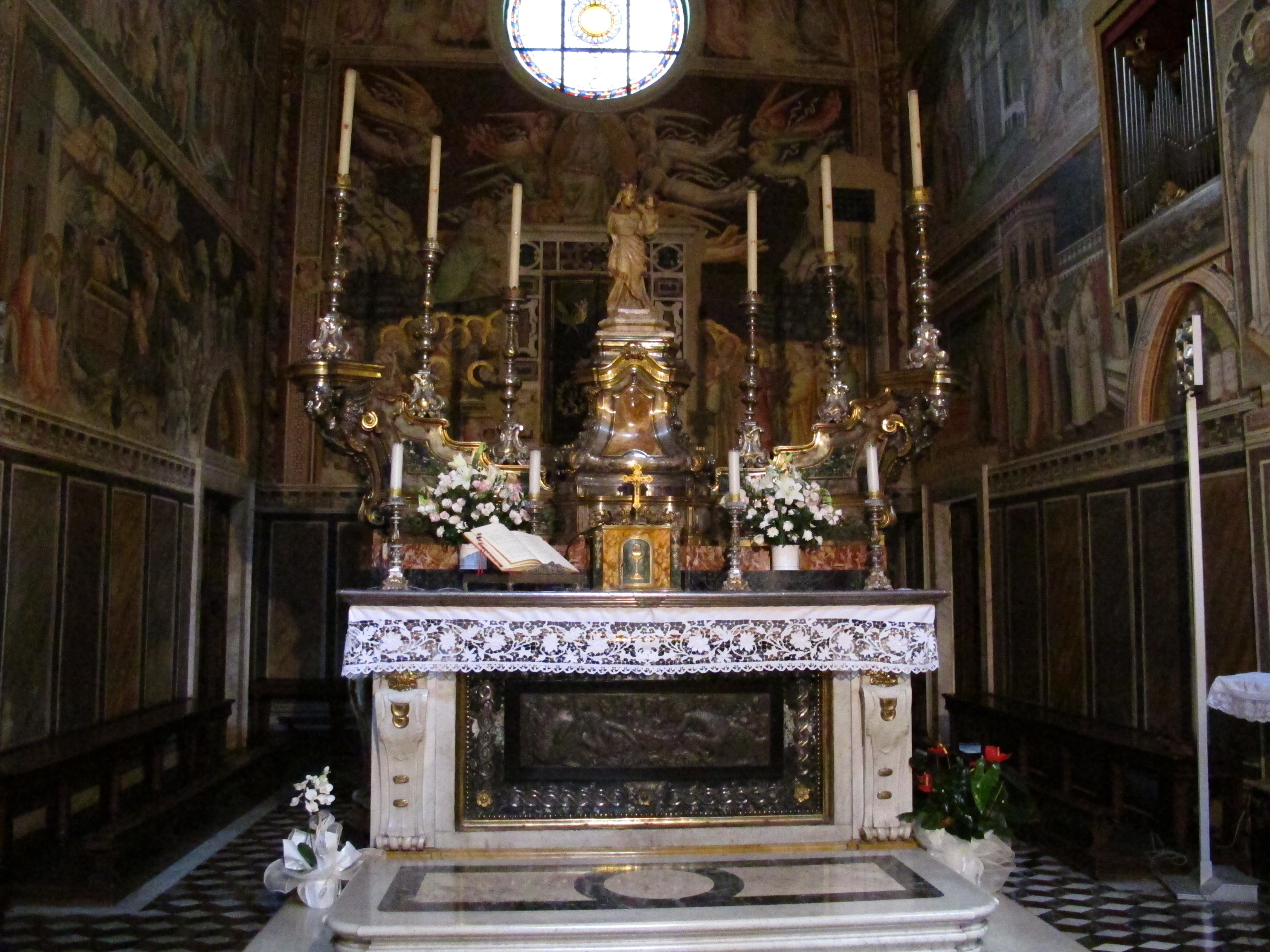
Altare
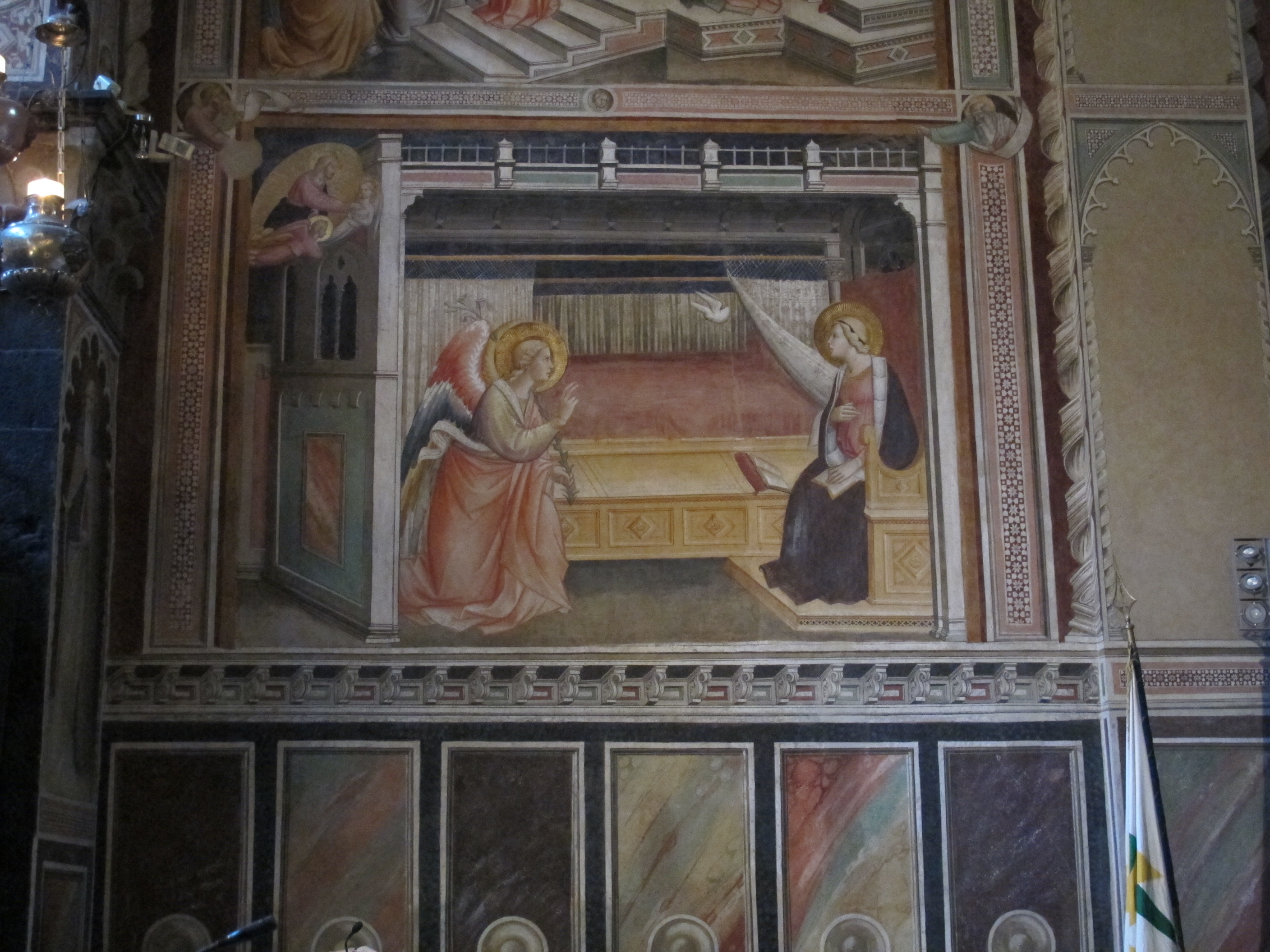
Agnolo Gaddi, Annunciazione
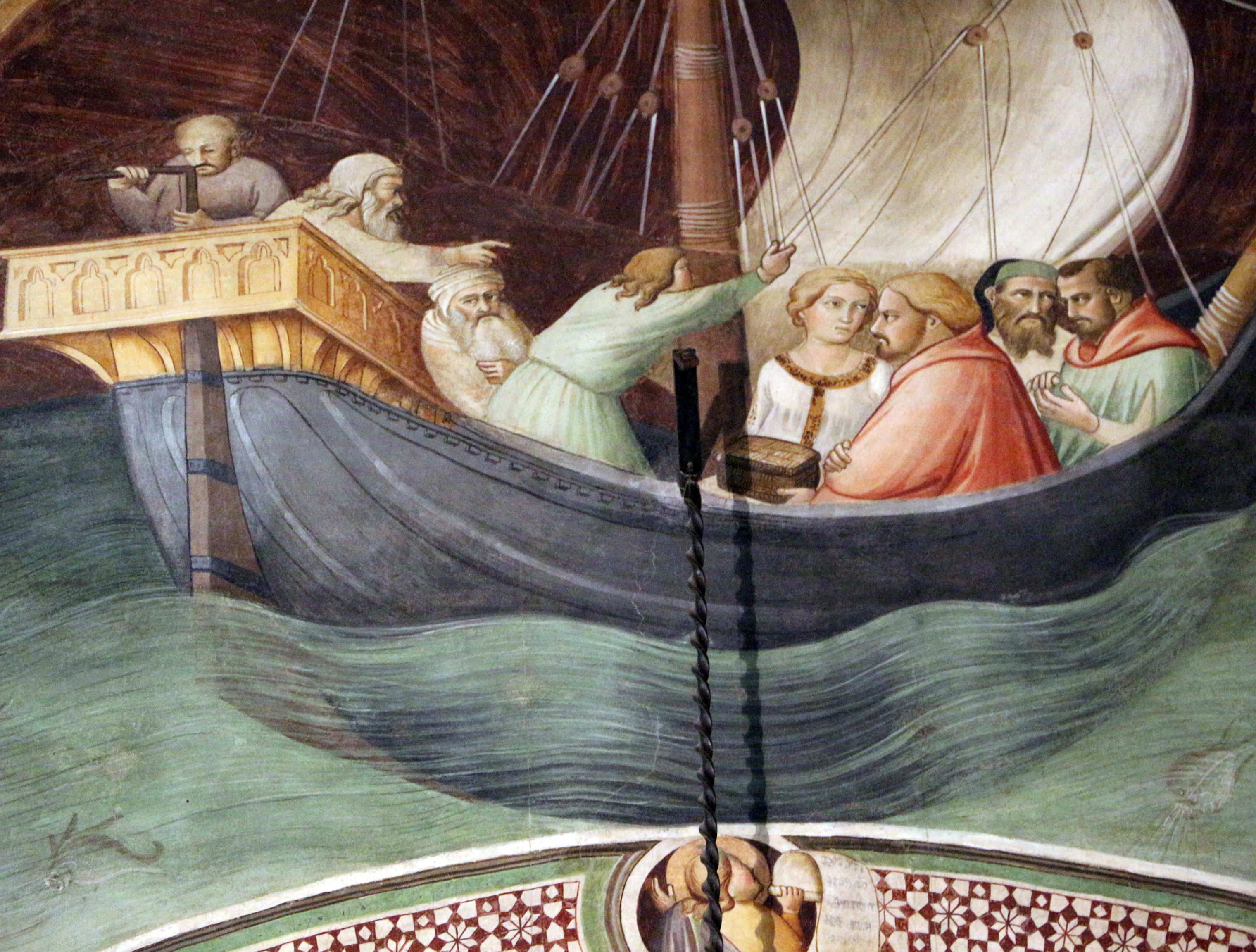
Agnolo Gaddi, Storie della Cintola, particolare

### Cappella Musicale
La Cappella musicale fu istituita nel 1535, ma dovette essere continuazione di una più antica, poiché nell'archivio storico del Comune si trova un libro di memorie della Cappella musicale dal 1418 al 1560. Il codice n. 389 della Biblioteca Roncioniana contiene documenti che la riguardano. I manoscritti, attualmente serbati nell'archivio del Capitolo della Cattedrale, sono per la maggior parte autografi e furono composti in genere dai maestri di Cappella, che professarono nel duomo di Prato con « l'obbligo di suonare l'organo di detta Cattedrale, fare le musiche secondo il solito, e d'insegnare gratis la musica ai giovani » della città.

#### Organo maggiore
L'organo a canne principale della cattedrale di santo Stefano è stato costruito nel 1966 dalla ditta organaria padovana dei Fratelli Ruffatti e dalla stessa restaurato nel 1998; nell'ambito di quest'ultimo intervento il Positivo corale, già nell'abside alle spalle dell'altare maggiore, è stato spostato nel braccio destro del transetto, a pavimento, ed ampliato.
Lo strumento è a trasmissione elettronica installata nel 2000 al posto della precedente elettrica, possiede una consolle mobile indipendente con tre tastiere di 61 note ciascuna e pedaliera concavo-radiale di 32 note. Le canne sono situate in tre corpi distinti: due corpi gemelli, con mostra composta da canne di principale disposte in cuspide unica con ali laterali, situati su apposite cantorie nelle due campate estreme del transetto, ed uno a pavimento nel transetto destro privo di mostra. L'organo dispone di 51 registri per un totale di 3407 canne.

#### Organo della cappella del Sacro Cingolo
Nella cappella del Sacro Cingolo si trova un secondo organo a canne, costruito nel 1588 da Cesare Romani e successivamente ampliato nel 1773 da Michelangelo Crudeli.
Lo strumento è caratterizzato dalla particolare collocazione, all'interno di un vano che si apre nella parete di destra della cappella e che è posto tra la cappella stessa e la sacrestia; in quest'ultimo ambiente trova luogo la consolle, costituita da un'unica tastiera di 45 note con prima ottava scavezza e pedaliera a leggio di 19 note, priva di registri propri e costantemente unita al manuale. I registri sono in totale 8: i cinque di ripieno originari (dal Principale 8' alla XXII) e i tre aggiunti da Michelangelo Crudeli nel XVIII secolo (Flauto in VIII 4', Nasardo 2.2/3' Soprani e Voce umana 8' Soprani).

### Opere già nel Duomo
- Filippo Lippi, Esequie di san Girolamo, oggi nel Museo dell'Opera del Duomo di Prato
- Bernardo Daddi, Storie della Sacra Cintola, oggi nel Museo civico di Prato
- Bernardo Daddi, Assunzione della Vergine  oggi nel Metropolitan Museum of Art di New York

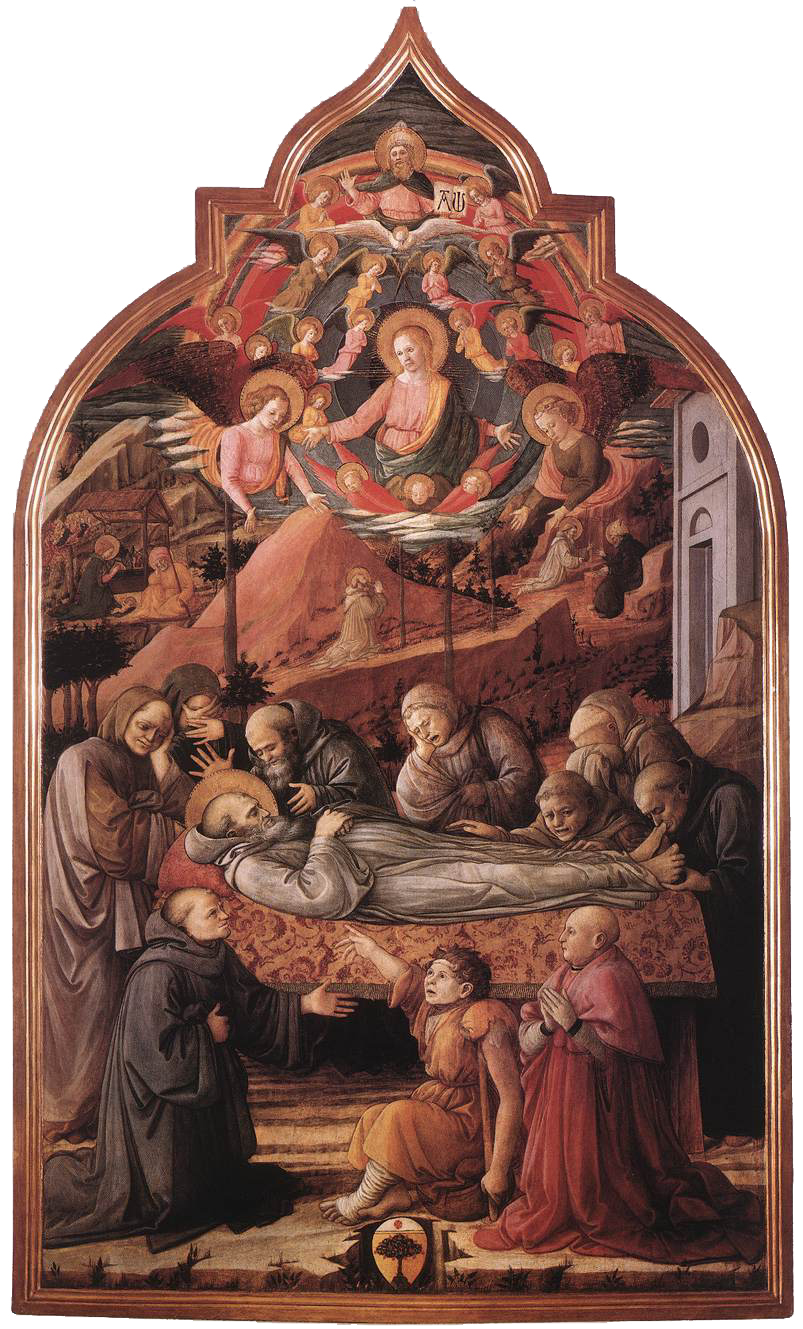
Filippo Lippi, Esequie di san Girolamo, oggi nel Museo dell'Opera del Duomo di Prato
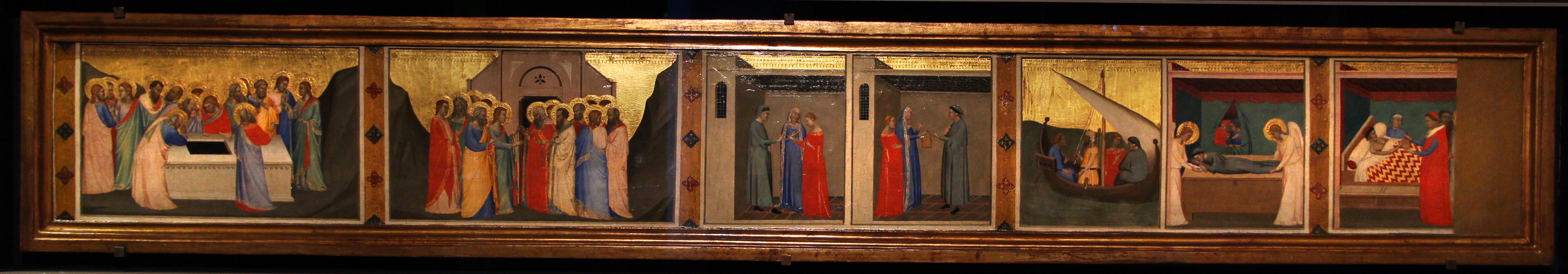
Bernardo Daddi, Storie della Sacra Cintola, oggi nel Museo civico di Prato
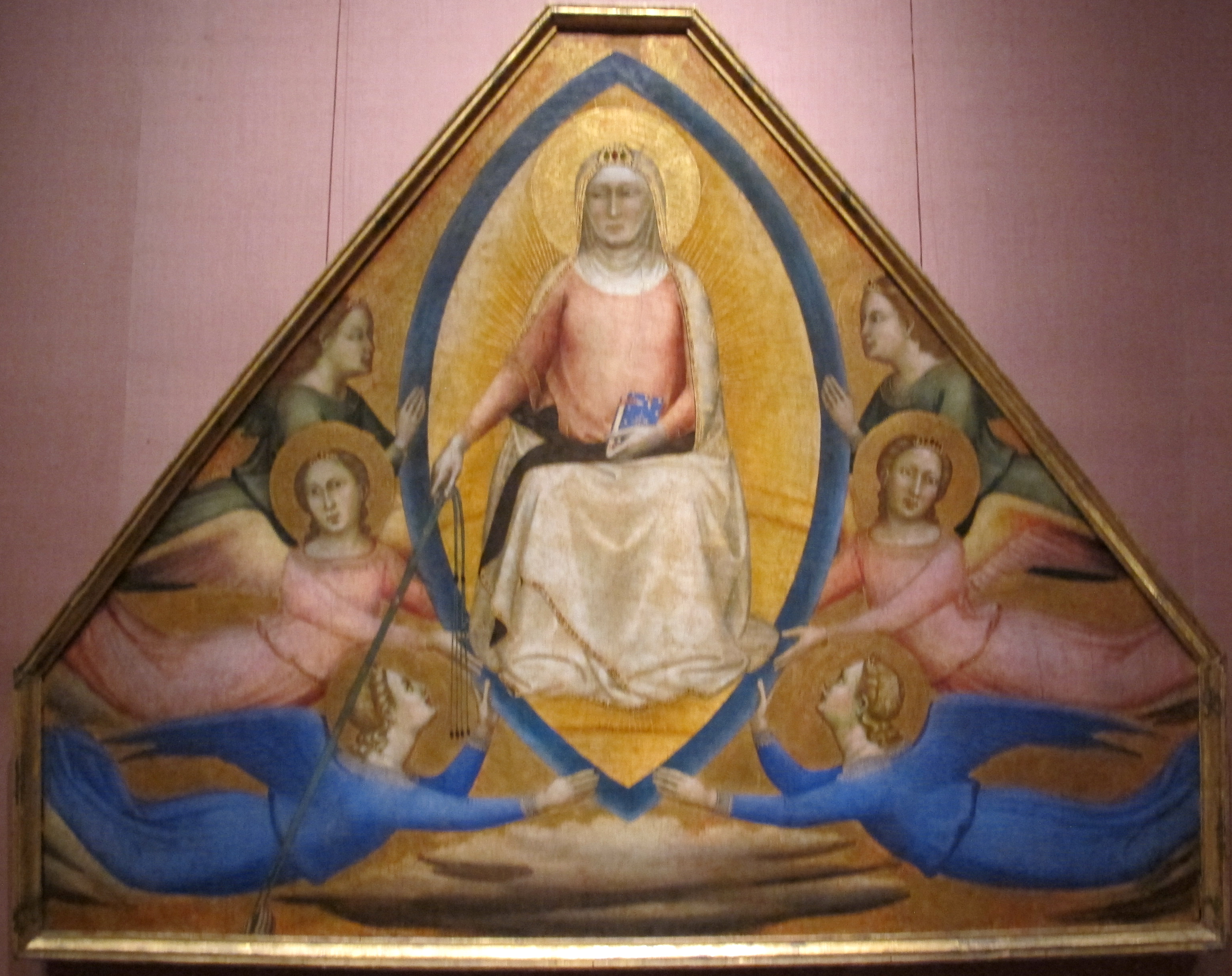
Bernardo Daddi, Assunzione della Vergine oggi nel Metropolitan Museum of Art di New York